# Az NSZK az 1984. évi nyári olimpiai játékokon
Az NSZK az egyesült államokbeli Los Angelesben megrendezett 1984. évi nyári olimpiai játékok egyik részt vevő nemzete volt. Az országot az olimpián 25 sportágban 390 sportoló képviselte, akik összesen 59 érmet szereztek.

## Érmesek
| Érem  | Versenyző | Sportág       | Versenyszám                  |
| ----- | --- | ------------- | ---------------------------- |
| Arany | Dietmar Mögenburg | Atlétika      | Férfi magasugrás             |
| Arany | Rolf Danneberg | Atlétika      | Férfi diszkoszvetés          |
| Arany | Ulrike Meyfarth | Atlétika      | Női magasugrás               |
| Arany | Claudia Losch | Atlétika      | Női súlylökés                |
| Arany | Pasquale Pasarelli | Birkózás      | Kötöttfogás, 57 kg           |
| Arany | Frank Wieneke | Cselgáncs     | Férfi váltósúly              |
| Arany | Albert Hedderich Raimund Hörmann Dieter Wiedenmann Michael Dürsch | Evezés        | Férfi négypárevezős          |
| Arany | Ulrich Eicke | Kajak-kenu    | Férfi kenu egyes 1000 m      |
| Arany | Fredy Schmidtke | Kerékpározás  | Férfi egyéni időfutam        |
| Arany | Reiner Klimke | Lovaglás      | Egyéni díjlovaglás           |
| Arany | Reiner Klimke Uwe Sauer Herbert Krug | Lovaglás      | Csapat díjlovaglás           |
| Arany | Karl-Heinz Radschinsky | Súlyemelés    | 75 kg                        |
| Arany | Rolf Milser | Súlyemelés    | 100 kg                       |
| Arany | Michael Groß | Úszás         | Férfi 200 m gyors            |
| Arany | Michael Groß | Úszás         | Férfi 100 m pillangó         |
| Arany | Elmar Borrmann Volker Fischer Gerhard Heer Rafael Nickel Alexander Pusch | Vívás         | Férfi párbajtőr, csapat      |
| Arany | Christiane Weber Cornelia Hanisch Sabine Bischoff Ute Kircheis-Wessel Zita-Eva Funkenhauser | Vívás         | Női tőr, csapat              |
| Ezüst | Karl-Hans Riehm | Atlétika      | Férfi kalapácsvetés          |
| Ezüst | Jürgen Hingsen | Atlétika      | Férfi tízpróba               |
| Ezüst | Markus Scherer | Birkózás      | Kötöttfogás, 48 kg           |
| Ezüst | Martin Knosp | Birkózás      | Szabadfogás, 74 kg           |
| Ezüst | Peter-Michael Kolbe | Evezés        | Férfi egypárevezős           |
| Ezüst | Nemzeti válogatott Christian Bassemir Tobias Frank Uli Hänel Carsten Fischer Karl-Joachim Hürter Ekkhard Schmidt-Opper Felix Krull Michael Peter Stefan Blöcher Andreas Keller Thomas Reck Markku Slawyk Thomas Gunst Heiner Dopp Volker Fried Dirk Brinkmann              | Gyeplabda     | Férfi                        |
| Ezüst | Nemzeti válogatott Ulla Thielemann Elke Drüll Beate Deininger Christina Moser Hella Roth Dagmar Breiken-Bremer Birgit Hagen Birgit Hahn Gaby Appel Andrea Weiermann-Lietz Corinna Lingnau Martina Koch-Hallmen Gaby Schley-Schöwe Patricia Ott Susi Schmid Sigrid Landgraf | Gyeplabda     | Női                          |
| Ezüst | Barbara Lewe-Pohlmann-Schüttpelz | Kajak-kenu    | Női kajak egyes 500 m        |
| Ezüst | Rolf Gölz | Kerékpározás  | Férfi egyéni üldözőverseny   |
| Ezüst | Uwe Messerschmidt | Kerékpározás  | Férfi pontverseny            |
| Ezüst | Nemzeti válogatott Andreas Thiel Arnulf Meffle Rüdiger Neitzel Martin Schwalb Dirk Rauin Michael Paul Michael Roth Thomas Happe Sepp Wunderlich Thomas Springel Klaus Wöller Jochen Fraatz Uwe Schwenker Siegfried Roch Ulrich Roth                                        | Kézilabda     | Férfi                        |
| Ezüst | Ulrike Holmer | Sportlövészet | Női sportpuska összetett     |
| Ezüst | Thomas Fahrner Dirk Korthals Alexander Schowtka Michael Groß Rainer Henkel | Úszás         | Férfi 4 × 200 m gyorsváltó   |
| Ezüst | Michael Groß | Úszás         | Férfi 200 m pillangó         |
| Ezüst | Iris Zscherpe Susanne Schuster Christiane Pielke Karin Seick | Úszás         | Női 4 × 100 m vegyes váltó   |
| Ezüst | Joachim Griese Michael Marcour | Vitorlázás    | Csillaghajó                  |
| Ezüst | Matthias Behr | Vívás         | Férfi tőr, egyéni            |
| Ezüst | Harald Hein Matthias Behr Matthias Gey Klaus Reichert Frank Beck | Vívás         | Férfi tőr, csapat            |
| Ezüst | Cornelia Hanisch | Vívás         | Női tőr, egyéni              |
| Bronz | Harald Schmid | Atlétika      | Férfi 400 m gát              |
| Bronz | Klaus Ploghaus | Atlétika      | Férfi kalapácsvetés          |
| Bronz | Siggi Wentz | Atlétika      | Férfi tízpróba               |
| Bronz | Heike Schulte-Mattler Ute Thimm Heide-Elke Gaugel Gaby Bußmann Nicole Leistenschneider Christina Sussiek | Atlétika      | Női 4 × 400 m váltó          |
| Bronz | Sabine Everts | Atlétika      | Női hétpróba                 |
| Bronz | Günther Neureuther | Cselgáncs     | Férfi félnehézsúly           |
| Bronz | Arthur Schnabel | Cselgáncs     | Férfi nyílt                  |
| Bronz | Ellen Becker Iris Völkner | Evezés        | Női kormányos nélküli kettes |
| Bronz | Josefa Idem-Guerrini Barbara Lewe-Pohlmann-Schüttpelz | Kajak-kenu    | Női kajak kettes 500 m       |
| Bronz | Reinhard Alber Rolf Gölz Roland Günther Michael Marx | Kerékpározás  | Férfi csapat üldözőverseny   |
| Bronz | Sandra Schumacher | Kerékpározás  | Női egyéni mezőnyverseny     |
| Bronz | Paul Schockemöhle Peter Luther Franke Sloothaak Fritz Ligges | Lovaglás      | Csapat díjugratás            |
| Bronz | Dietmar Hogrefe Bettina Overesch-Böker-Hoy Claus Erhorn Burkhard Tesdorpf | Lovaglás      | Csapat lovastusa             |
| Bronz | Manfred Zielonka | Ökölvívás     | Nagyváltósúly                |
| Bronz | Manfred Nerlinger | Súlyemelés    | +110 kg                      |
| Bronz | Regina Weber | Torna         | Egyéni ritmikus gimnasztika  |
| Bronz | Thomas Fahrner | Úszás         | Férfi 200 m gyors            |
| Bronz | Stefan Pfeiffer | Úszás         | Férfi 1500 m gyors           |
| Bronz | Svenja Schlicht Ute Hasse Ina Beyermann Karin Seick | Úszás         | Női 4 × 100 m gyorsváltó     |
| Bronz | Karin Seick | Úszás         | Női 100 m pillangó           |
| Bronz | Ina Beyermann | Úszás         | Női 200 m pillangó           |
| Bronz | Petra Zindler | Úszás         | Női 400 m vegyes             |
| Bronz | Nemzeti válogatott Peter Röhle Thomas Loebb Frank Otto Rainer Hoppe Armando Fernández Thomas Huber Jürgen Schröder Rainer Osselmann Hagen Stamm Roland Freund Dirk Theismann Werner Obschernikat                                                                           | Vízilabda     | Férfi                        |

## Atlétika
Férfi
| Versenyző                                                                | Versenyszám     | Előfutam | Előfutam | Előfutam | Negyeddöntő | Negyeddöntő | Negyeddöntő | Elődöntő      | Elődöntő      | Elődöntő      | Döntő    | Döntő    |
| Versenyző                                                                | Versenyszám     | Idő      | Hely.    | Össz.    | Idő         | Hely.       | Össz.       | Idő           | Hely.         | Össz.         | Idő      | Helyezés |
| ------------------------------------------------------------------------ | --------------- | -------- | -------- | -------- | ----------- | ----------- | ----------- | ------------- | ------------- | ------------- | -------- | -------- |
| Christian Haas                                                           | 100 m           | 10,41    | 1.       | 12.*     | 10,51       | 3.          | 16.         | 10,41         | 6.            | 7.            | kiesett  | kiesett  |
| Jürgen Evers                                                             | 100 m           | 10,54    | 3.       | 25.      | 10,69       | 8.          | 34.**       | kiesett       | kiesett       | kiesett       | kiesett  | kiesett  |
| Jürgen Evers                                                             | 200 m           | 21,12    | 3.       | 20.**    | 20,95       | 5.          | 19.         | kiesett       | kiesett       | kiesett       | kiesett  | kiesett  |
| Ralf Lübke                                                               | 200 m           | 20,88    | 2.       | 10.*     | 20,57       | 2.          | 8.*         | 20,67         | 4.            | 8.            | 20,51    | 5.       |
| Ralf Lübke                                                               | 100 m           | 10,70    | 4.       | 44.*     | kiesett     | kiesett     | kiesett     | kiesett       | kiesett       | kiesett       | kiesett  | kiesett  |
| Erwin Skamrahl                                                           | 400 m           | 45,94    | 1.       | 9.       | 46,39       | 5.          | 27.         | kiesett       | kiesett       | kiesett       | kiesett  | kiesett  |
| Hans-Peter Ferner                                                        | 800 m           | 1:47,55  | 2.       | 24.      | 1:45,52     | 2.          | 7.          | 1:46,16       | 5.            | 11.           | kiesett  | kiesett  |
| Axel Harries                                                             | 800 m           | 1:48,92  | 4.       | 40.      | kiesett     | kiesett     | kiesett     | kiesett       | kiesett       | kiesett       | kiesett  | kiesett  |
| Uwe Becker                                                               | 1500 m          | 3:37,76  | 3.       | 3.       |             |             |             | 3:37,28       | 6.            | 13.           | kiesett  | kiesett  |
| Uwe Mönkemeyer                                                           | 5000 m          | 13:48,66 | 8.       | 19.      |             |             |             | nem ért célba | nem ért célba | nem ért célba | kiesett  | kiesett  |
| Christoph Herle                                                          | 5000 m          | 13:46,35 | 6.       | 16.      |             |             |             | nem ért célba | nem ért célba | nem ért célba | kiesett  | kiesett  |
| Christoph Herle                                                          | 10 000 m        | 28:30,28 | 4.       | 19.      |             |             |             |               |               |               | 28:08,21 | 5.       |
| Ralf Salzmann                                                            | Maraton         |          |          |          |             |             |             |               |               |               | 2:15:29  | 18.      |
| Harald Schmid                                                            | 400 m gát       | 49,34    | 1.       | 2.       |             |             |             | 49,04         | 3.            | 5.            | 48,19    |          |
| Uwe Schmitt                                                              | 400 m gát       | 49,77    | 3.       | 6.       |             |             |             | 50,08         | 6.            | 14.           | kiesett  | kiesett  |
| Jürgen Koffler Peter Klein Jürgen Evers Ralf Lübke Christian Zirkelbach  | 4 × 100 m váltó | 39,04    | 2.       | 4.       |             |             |             | 38,70         | 3.            | 4.            | 38,99    | 5.       |
| Martin Weppler Uwe Schmitt Jörg Vaihinger Erwin Skamrahl Thomas Giessing | 4 × 400 m váltó | 3:03,33  | 2.       | 3.       |             |             |             | 3:04,69       | 5.            | 11.           | kiesett  | kiesett  |

| Versenyző         | Versenyszám   | Selejtező                               | Selejtező | Döntő                 | Döntő                 |
| Versenyző         | Versenyszám   | Eredmény                                | Helyezés  | Eredmény              | Helyezés              |
| ----------------- | ------------- | --------------------------------------- | --------- | --------------------- | --------------------- |
| Dietmar Mögenburg | Magasugrás    | 224 cm                                  | 1.        | 235 cm                |                       |
| Carlo Thränhardt  | Magasugrás    | 224 cm                                  | 12.       | 215 cm                | 10.                   |
| Gerd Nagel        | Magasugrás    | 218 cm                                  | 18.       | kiesett               | kiesett               |
| Peter Bouschen    | Hármasugrás   | 16,40 m                                 | 11.       | 16,77 m               | 5.                    |
| Ralf Jaros        | Hármasugrás   | 16,02 m                                 | 17.       | kiesett               | kiesett               |
| Karsten Stolz     | Súlylökés     | 18,98 m                                 | 12.       | 18,31 m               | 12.                   |
| Rolf Danneberg    | Diszkoszvetés | 63,48 m                                 | 2.        | 66,60 m               |                       |
| Alwin Wagner      | Diszkoszvetés | 61,56 m (holtverseny) érvénytelen dobás | 8.        | 64,72 m               | 6.                    |
| Werner Hartmann   | Diszkoszvetés | 59,92 m                                 | 13.       | kiesett               | kiesett               |
| Karl-Hans Riehm   | Kalapácsvetés | 75,50 m                                 | 1.        | 77,98 m               |                       |
| Klaus Ploghaus    | Kalapácsvetés | 74,68 m                                 | 2.        | 76,68 m               |                       |
| Christoph Sahner  | Kalapácsvetés | 73,88 m                                 | 4.        | érvényes dobás nélkül | érvényes dobás nélkül |
| Wolfram Gambke    | Gerelyhajítás | 82,98 m                                 | 5.        | 82,46 m               | 4.                    |
| Klaus Tafelmeier  | Gerelyhajítás | 73,52 m                                 | 22.       | kiesett               | kiesett               |

| Versenyző        | Versenyszám | 100 m | 100 m | Távolugrás | Távolugrás | Súlylökés | Súlylökés | Magasugrás | Magasugrás | 400 m | 400 m | 110 m gát | 110 m gát | Diszkoszvetés | Diszkoszvetés | Rúdugrás | Rúdugrás | Gerelyhajítás | Gerelyhajítás | 1500 m  | 1500 m | Végeredmény | Végeredmény |
| Versenyző        | Versenyszám | Idő   | Pont  | Eredmény   | Pont       | Eredmény  | Pont      | Eredmény   | Pont       | Idő   | Pont  | Idő       | Pont      | Eredmény      | Pont          | Eredmény | Pont     | Eredmény      | Pont          | Idő     | Pont   | Pont        | Helyezés    |
| ---------------- | ----------- | ----- | ----- | ---------- | ---------- | --------- | --------- | ---------- | ---------- | ----- | ----- | --------- | --------- | ------------- | ------------- | -------- | -------- | ------------- | ------------- | ------- | ------ | ----------- | ----------- |
| Jürgen Hingsen   | Tízpróba    | 10,91 | 826   | 780 cm     | 980        | 15,87 m   | 840       | 212 cm     | 959        | 47,69 | 914   | 14,29     | 928       | 50,82 m       | 886           | 450 cm   | 932      | 60,44 m       | 767           | 4:22,60 | 641    | 8673        |             |
| Siggi Wentz      | Tízpróba    | 10,99 | 807   | 711 cm     | 842        | 15,87 m   | 840       | 209 cm     | 934        | 47,78 | 909   | 14,35     | 921       | 46,60 m       | 811           | 450 cm   | 932      | 67,68 m       | 853           | 4:33,96 | 563    | 8412        |             |
| Guido Kratschmer | Tízpróba    | 10,80 | 854   | 740 cm     | 901        | 15,93 m   | 843       | 194 cm     | 804        | 49,25 | 839   | 14,66     | 886       | 47,28 m       | 823           | 490 cm   | 1.028    | 69,40 m       | 872           | 4:47,99 | 476    | 8326        | 4.          |

Női
| Versenyző                                                                                                | Versenyszám     | Előfutam | Előfutam | Előfutam | Negyeddöntő | Negyeddöntő | Negyeddöntő | Elődöntő | Elődöntő | Elődöntő | Döntő         | Döntő         |
| Versenyző                                                                                                | Versenyszám     | Idő      | Hely.    | Össz.    | Idő         | Hely.       | Össz.       | Idő      | Hely.    | Össz.    | Idő           | Helyezés      |
| --- | --------------- | -------- | -------- | -------- | ----------- | ----------- | ----------- | -------- | -------- | -------- | ------------- | ------------- |
| Heide-Elke Gaugel                                                                                        | 100 m           | 11,38    | 2.       | 9.       | 11,50       | 3.          | 9.          | 11,62    | 6.       | 11.      | kiesett       | kiesett       |
| Heide-Elke Gaugel                                                                                        | 200 m           | 23,37    | 3.       | 11.*     | 23,19       | 3.          | 13.*        | 23,02    | 7.       | 12.*     | kiesett       | kiesett       |
| Michaela Schabinger                                                                                      | 200 m           | 24,12    | 3.       | 21.      | 23,84       | 5.          | 21.         | kiesett  | kiesett  | kiesett  | kiesett       | kiesett       |
| Ute Thimm                                                                                                | 400 m           | 52,53    | 3.       | 8.*      |             |             |             | 51,03    | 4.       | 4.       | 50,37         | 6.            |
| Gaby Bußmann                                                                                             | 400 m           | 52,42    | 1.       | 7.       |             |             |             | kiesett  | kiesett  | kiesett  | kiesett       | kiesett       |
| Heike Schulte-Mattler                                                                                    | 400 m           | 52,77    | 5.       | 11.*     |             |             |             | kiesett  | kiesett  | kiesett  | kiesett       | kiesett       |
| Margrit Klinger                                                                                          | 800 m           | 2:03,66  | 1.       | 10.      |             |             |             | 2:00,00  | 3.       | 3.       | 2:00,65       | 7.            |
| Roswitha Gerdes                                                                                          | 1500 m          | 4:10,64  | 4.*      | 10.*     |             |             |             |          |          |          | 4:04,41       | 4.            |
| Brigitte Kraus                                                                                           | 3000 m          | 8:57,53  | 1.       | 13.      |             |             |             |          |          |          | nem ért célba | nem ért célba |
| Charlotte Teske                                                                                          | Maraton         |          |          |          |             |             |             |          |          |          | 2:35:56       | 16.           |
| Ulrike Denk                                                                                              | 100 m gát       | 13,32    | 1.       | 5.**     |             |             |             | 13,20    | 4.       | 6.       | 13,32         | 7.            |
| Edith Oker                                                                                               | 100 m gát       | 13,14    | 2.       | 3.       |             |             |             | 13,37    | 5.       | 10.      | kiesett       | kiesett       |
| Edith Oker Michaela Schabinger Heide-Elke Gaugel Ute Thimm                                               | 4 × 100 m váltó | 44,30    | 3.       | 7.       |             |             |             |          |          |          | 43,57         | 5.            |
| Heike Schulte-Mattler Ute Thimm Heide-Elke Gaugel Gaby Bußmann Nicole Leistenschneider Christina Sussiek | 4 × 400 m váltó | 3:33,63  | 2.       | 5.       |             |             |             |          |          |          | 3:22,98       |               |

| Versenyző             | Versenyszám   | Selejtező | Selejtező | Döntő    | Döntő    |
| Versenyző             | Versenyszám   | Eredmény  | Helyezés  | Eredmény | Helyezés |
| --------------------- | ------------- | --------- | --------- | -------- | -------- |
| Ulrike Meyfarth       | Magasugrás    | 190 cm    | 1.        | 202 cm   |          |
| Heike Redetzky-Henkel | Magasugrás    | 190 cm    | 1.        | 185 cm   | 11.      |
| Brigitte Holzapfel    | Magasugrás    | 190 cm    | 15.       | 185 cm   | 11.      |
| Claudia Losch         | Súlylökés     |           |           | 20,48 m  |          |
| Ingra Manecke         | Diszkoszvetés | 56,20 m   | 5.        | 58,56 m  | 6.       |
| Ingrid Thyssen        | Gerelyhajítás | 60,86 m   | 9.        | 63,26 m  | 6.       |
| Beate Peters          | Gerelyhajítás | 61,56 m   | 6.        | 62,34 m  | 7.       |

| Versenyző      | Versenyszám | 100 m gát | 100 m gát | Magasugrás | Magasugrás | Súlylökés | Súlylökés | 200 m | 200 m | Távolugrás | Távolugrás | Gerelyhajítás | Gerelyhajítás | 800 m   | 800 m | Végeredmény | Végeredmény |
| Versenyző      | Versenyszám | Idő       | Pont      | Eredmény   | Pont       | Eredmény  | Pont      | Idő   | Pont  | Eredmény   | Pont       | Eredmény      | Pont          | Idő     | Pont  | Pont        | Helyezés    |
| -------------- | ----------- | --------- | --------- | ---------- | ---------- | --------- | --------- | ----- | ----- | ---------- | ---------- | ------------- | ------------- | ------- | ----- | ----------- | ----------- |
| Sabine Everts  | Hétpróba    | 13,54     | 926       | 189 cm     | 1113       | 12,49 m   | 749       | 24,05 | 933   | 671 cm     | 1058       | 32,62 m       | 645           | 2:09,05 | 939   | 6363        |             |
| Sabine Braun   | Hétpróba    | 13,61     | 916       | 180 cm     | 1031       | 12,09 m   | 725       | 24,22 | 917   | 610 cm     | 928        | 44,14 m       | 829           | 2:12,48 | 890   | 6236        | 6.          |
| Birgit Dressel | Hétpróba    | 14,05     | 860       | 186 cm     | 1086       | 12,72 m   | 763       | 25,59 | 796   | 615 cm     | 939        | 42,62 m       | 806           | 2:16,68 | 832   | 6082        | 9.          |

* - egy másik versenyzővel azonos eredményt ért el

** - két másik versenyzővel azonos eredményt ért el

## Birkózás
Kötöttfogású
| Versenyző          | Versenyszám | Vigaszágas kiesés | Vigaszágas kiesés | 5. helyért                   | Bronz- mérkőzés             | Döntő                        | Helyezés    |
| Versenyző          | Versenyszám | Ellenfél Eredmény | Hely.             | Ellenfél Eredmény            | Ellenfél Eredmény           | Ellenfél Eredmény            | Helyezés    |
| ------------------ | ----------- | --- | ----------------- | ---------------------------- | --------------------------- | ---------------------------- | ----------- |
| Markus Scherer     | 48 kg       | B csoport · Lars Ronningen (NOR) · 14–4 · Gustavo Delgado (MEX) · 12–0 · Döntő · Cson Dedzse (Jeon Dae-Je) (KOR) · 24–18 · Szaitó Ikuzó (JPN) · 18–7                                                                    | 1.                |                              |                             | Vincenzo Maenza (ITA) · 0–12 |             |
| Pasquale Pasarelli | 57 kg       | B csoport · Ernesto Bahena (MEX) · 13–1 · Servio Severino (DOM) · 16–2 · a 3. fordulóban erőnyerő · Mehmet Serhat Karadag (TUR) · passzivitás · Döntő · Niculae Zamfir (ROU) · passzivitás · Frank Famiano (USA) · 14–2 | 1.                |                              |                             | Etó Maszaki (JPN) · 8–5      |             |
| Bernd Gabriel      | 62 kg       | A csoport · Daniel Navarrete (ARG) · 13–0 · Constantin Uţă (ROU) · 8–7 · Gilles Jalabert (FRA) · 12–0 · Abdurrahim Kuzu (USA) · passzivitás · Kent-Olle Johansson (SWE) · 4–0                                           | 4.                | kiesett                      | kiesett                     | kiesett                      | 7.          |
| Karl-Heinz Helbing | 74 kg       | A csoport · Oscar Strático (ARG) · 12–0 · Kim Jongnam (Kim Yeong-Nam) (KOR) · 2–7 · Chris Catalfo (USA) · 3–13 | 6.                | kiesett                      | kiesett                     | kiesett                      | helyezetlen |
| Siegfried Seibold  | 82 kg       | B csoport · Georg Marchl (AUT) · passzivitás · Momir Petković (YUG) · 0–1 · Dimitrios Thanopoulos (GRE) · 6–7 | 4.                | kiesett                      | kiesett                     | kiesett                      | helyezetlen |
| Uwe Sachs          | 90 kg       | B csoport · Kamal Ibrahim (EGY) · 10–1 · Franz Marx (AUT) · 7–4 · Jean-François Court (FRA) · 0–0 (bírói) · Ilie Matei (ROU) · passzivitás                                                                              | 2.                |                              | Frank Andersson (SWE) · 0–5 |                              | 4.          |
| Fritz Gerdsmeier   | 100 kg      | B csoport · Jožef Tertei (YUG) · kétvállas · Greg Gibson (USA) · 1–6 | 3.                | Franz Pitschmann (AUT) · 7–5 |                             |                              | 6.          |

Szabadfogású
| Versenyző       | Versenyszám | Vigaszágas kiesés | Vigaszágas kiesés | 5. helyért                         | Bronz- mérkőzés         | Döntő                    | Helyezés    |
| Versenyző       | Versenyszám | Ellenfél Eredmény | Hely.             | Ellenfél Eredmény                  | Ellenfél Eredmény       | Ellenfél Eredmény        | Helyezés    |
| --------------- | ----------- | --- | ----------------- | ---------------------------------- | ----------------------- | ------------------------ | ----------- |
| Reiner Heugabel | 48 kg       | B csoport · Kao Ven-ho (Gao Wenhe) (CHN) · 4–9 · Bobby Weaver (USA) · kétvállas | 3.                | Kent Andersson (SWE) · passzivitás |                         |                          | 5.          |
| Fritz Niebler   | 52 kg       | A csoport · Ray Takahashi (CAN) · 11–13 · Thierry Bourdin (FRA) · 5–4 · a 3. fordulóban erőnyerő · Liang Tö-csin (Liang Dejin) (CHN) · 11–0 · Kim Dzsonggju (Kim Jong-Gyu) (KOR) · 6–13                                | 4.                | kiesett                            | kiesett                 | kiesett                  | 7.          |
| Martin Herbster | 62 kg       | A csoport · Selman Kaygusuz (TUR) · 5–6 · José Inagaki (PER) · kétvállas · Akaisi Kószei (JPN) · 8–1 · I Dzsonggun (Lee Jeong-Geun) (KOR) · kétvállas                                                                  | 3.                | Antonio La Bruna (ITA) · 11–4      |                         |                          | 5.          |
| Erwin Knosp     | 68 kg       | B csoport · Victor Kede Manga (CMR) · 13–0 · Gustavo Manzur (ESA) · passzivitás · Ju Inthak (Yu In-Tak) (KOR) · 0–12 · a 4. fordulóban erőnyerő · Kamimura Maszakazu (JPN) · 2–6                                       | 4.                | kiesett                            | kiesett                 | kiesett                  | 7.          |
| Martin Knosp    | 74 kg       | B csoport · Kyriakos Bogiatzis (GRE) · kétvállas · Seidu Olawale (NGR) · kétvállas · Houkreo Bambe (CMR) · kétvállas · Rajinder Singh (IND) · kétvállas · Döntő · Higucsi Naomi (JPN) · kétvállas                      | 1.                |                                    |                         | Dave Schultz (USA) · 1–4 |             |
| Reiner Trik     | 82 kg       | A csoport · Günter Busarello (AUT) · 5–3 · Lennart Lundell (SWE) · 7–0 · Iraklis Deskoulidis (GRE) · 4–5 · Kim Theu (Kim Tae-U) (KOR) · 5–2 · Döntő · Nagasima Hidejuki (JPN) · 3–6 · Kim Theu (Kim Tae-U) (KOR) · 5–2 | 2.                |                                    | Chris Rinke (CAN) · 2–5 |                          | 4.          |
| Bodo Lukowski   | 90 kg       | B csoport · Noel Loban (GBR) · passzivitás · Macauley Appah (NGR) · kétvállas · Óta Akira (JPN) · kétvállas | 5.                | kiesett                            | kiesett                 | kiesett                  | helyezetlen |

## Cselgáncs
| Versenyző                 | Versenyszám  | Csoport | Selejtező              | 32-es főtábla                          | Nyolcaddöntő                     | Negyeddöntő                   | Elődöntő                              | Vigaszág nyolcaddöntő | Vigaszág negyeddöntő | Vigaszág elődöntő       | Bronz- mérkőzés                | Döntő                 | Helyezés |
| Versenyző                 | Versenyszám  | Csoport | Ellenfél Eredmény      | Ellenfél Eredmény                      | Ellenfél Eredmény                | Ellenfél Eredmény             | Ellenfél Eredmény                     | Ellenfél Eredmény     | Ellenfél Eredmény    | Ellenfél Eredmény       | Ellenfél Eredmény              | Ellenfél Eredmény     | Helyezés |
| ------------------------- | ------------ | ------- | ---------------------- | -------------------------------------- | -------------------------------- | ----------------------------- | ------------------------------------- | --------------------- | -------------------- | ----------------------- | ------------------------------ | --------------------- | -------- |
| Peter Jupke               | Légsúly      | A       |                        | Djibril Sall (SEN) · GY                | Mohamed Madhar (SUR) · GY        | Ed Liddie (USA) · V           | kiesett                               |                       |                      |                         |                                |                       | 10.      |
| James Rohleder            | Harmatsúly   | B       | erőnyerő               | Vang Seng-li (Wang Shengli) (CHN) · GY | Sérgio Sano (BRA) · V            | kiesett                       | kiesett                               |                       |                      |                         |                                |                       | 14.      |
| Steffen Stranz            | Könnyűsúly   | B       |                        | Antti Hyvärinen (FIN) · GY             | Kerrith Brown (GBR) · V          | kiesett                       | kiesett                               |                       |                      |                         |                                |                       | 13.      |
| Frank Wieneke             | Váltósúly    | B       | Gaston Oula (CIV) · GY | Takano Hiromicu (JPN) · GY             | Walid Mohamed Hussain (EGY) · GY | Kevin Doherty (CAN) · GY      | Mircea Frăţică (ROU) · GY             |                       |                      |                         |                                | Neil Adams (GBR) · GY |          |
| Marc Meiling              | Középsúly    | A       |                        | Louis Jani (CAN) · GY                  | Fabien Canu (FRA) · V            | kiesett                       | kiesett                               |                       |                      |                         |                                |                       | 12.      |
| Günther Neureuther        | Félnehézsúly | B       |                        | Viliame Takayawa (FIJ) · GY            | Abdel Majid Senoussi (TUN) · GY  | Nicholas Kokotaylo (GBR) · GY | Ha Hjongdzsu (Ha Hyeong-Ju) (KOR) · V |                       |                      |                         | Joseph Meli (CAN) · GY         |                       |          |
| Alexander von der Groeben | Nehézsúly    | A       |                        |                                        | Frederico Flexa (BRA) · GY       | Doug Nelson (USA) · V         | kiesett                               |                       |                      |                         |                                |                       | 9.       |
| Arthur Schnabel           | Nyílt        | B       |                        |                                        | Paul Radburn (GBR) · GY          | Jamasita Jaszuhiro (JPN) · V  |                                       |                       |                      | Lansana Coly (SEN) · GY | Laurent del Colombo (FRA) · GY |                       |          |

## Evezés
Férfi
| Versenyző                                                                     | Versenyszám              | Előfutam | Előfutam | Vigaszág | Vigaszág | Elődöntő | Elődöntő | Döntő | Döntő   | Döntő | Helyezés |
| Versenyző                                                                     | Versenyszám              | Idő      | Hely.    | Idő      | Hely.    | Idő      | Hely.    | Típus | Idő     | Hely. | Helyezés |
| ----------------------------------------------------------------------------- | ------------------------ | -------- | -------- | -------- | -------- | -------- | -------- | ----- | ------- | ----- | -------- |
| Peter-Michael Kolbe                                                           | Egypárevezős             | 7:28,49  | 2.       | 7:26,62  | 1.       | 7:22,24  | 1.       | A     | 7:02,19 | 2.    |          |
| Andreas Schmelz Georg Agrikola                                                | Kétpárevezős             | 6:36,70  | 1.       | erőnyerő | erőnyerő |          |          | A     | 6:40,41 | 4.    | 4.       |
| Thomas Möllenkamp Axel Wöstmann                                               | Kormányos nélküli kettes | 6:53,83  | 1.       | erőnyerő | erőnyerő | 6:57,14  | 2.       | A     | 6:52,53 | 4.    | 4.       |
| Hermann Greß Dieter Göpfert Rudolf Ziegler                                    | Kormányos kettes         | 7:25,02  | 3.       | 7:20,75  | 2.       |          |          | A     | 7:25,16 | 6.    | 6.       |
| Albert Hedderich Raimund Hörmann Dieter Wiedenmann Michael Dürsch             | Négypárevezős            | 5:58,73  | 1.       | erőnyerő | erőnyerő |          |          | A     | 5:57,55 | 1.    |          |
| Norbert Keßlau Volker Grabow Jörg Puttlitz Guido Grabow                       | Kormányos nélküli négyes | 6:09,54  | 2.       | 6:22,54  | 2.       |          |          | A     | 6:09,27 | 4.    | 4.       |
| Heribert Karches Georg Konermann Wolfram Thiem Wolfgang Maennig Manfred Klein | Kormányos négyes         | 6:28,29  | 2.       | 6:29,19  | 3.       |          |          | A     | 6:34,23 | 6.    | 6.       |

Női
| Versenyző | Versenyszám              | Előfutam | Előfutam | Vigaszág | Vigaszág | Elődöntő | Elődöntő | Döntő   | Döntő   | Döntő   | Helyezés    |
| Versenyző | Versenyszám              | Idő      | Hely.    | Idő      | Hely.    | Idő      | Hely.    | Típus   | Idő     | Hely.   | Helyezés    |
| --- | ------------------------ | -------- | -------- | -------- | -------- | -------- | -------- | ------- | ------- | ------- | ----------- |
| Ursula Brauch | Egypárevezős             | 3:59,67  | 5.       | 4:00,20  | 4.       | kiesett  | kiesett  | kiesett | kiesett | kiesett | helyezetlen |
| Ellen Becker Iris Völkner | Kormányos nélküli kettes |          |          |          |          |          |          | A       | 3:40,50 | 3.      |             |
| Heike Neu Sabine Hinkelmann Kerstin Rehders Angelika Beblo Heidrun Barth                                                            | Kormányos nélküli kettes |          |          |          |          |          |          | A       | 3:40,50 | 3.      |             |
| Anne Dickmann Regina Kleine-Kuhlmann Ute Kumitz Sabine Reuter Kathrien Plückhahn                                                    | Kormányos négypárevezős  | 3:19,85  | 4.       | 3:18,21  | 2.       |          |          | A       | 3:16,81 | 4.      | 4.          |
| Elke Riesenkönig Klaudia Hornung Iris Völkner Ellen Becker Sabine Hinkelmann Heike Neu Kerstin Rehders Angelika Beblo Heidrun Barth | Nyolcas                  |          |          |          |          |          |          | A       | 3:09,92 | 6.      | 6.          |

## Gyeplabda

### Férfi
| Nyugatnémet férfi gyeplabdacsapat-játékoskeret                                                                                                | Nyugatnémet férfi gyeplabdacsapat-játékoskeret                                                                               |
| --- | --- |
| - Christian Bassemir - Tobias Frank - Uli Hänel - Carsten Fischer - Karl-Joachim Hürter - Ekkhard Schmidt-Opper - Felix Krull - Michael Peter | - Stefan Blöcher - Andreas Keller - Thomas Reck - Markku Slawyk - Thomas Gunst - Heiner Dopp - Volker Fried - Dirk Brinkmann |

#### Eredmények
Csoportkör
A csoport
| Csapat                 | M | Gy | D | V | G+ | G– | Gk  | P  |
| ---------------------- | - | -- | - | - | -- | -- | --- | -- |
| Ausztrália (AUS)       | 5 | 5  | 0 | 0 | 17 | 4  | +13 | 10 |
| NSZK (FRG)             | 5 | 3  | 1 | 1 | 12 | 4  | +8  | 7  |
| India (IND)            | 5 | 3  | 1 | 1 | 14 | 9  | +5  | 7  |
| Spanyolország (ESP)    | 5 | 2  | 0 | 3 | 11 | 12 | –1  | 4  |
| Malajzia (MAS)         | 5 | 1  | 0 | 4 | 6  | 17 | –11 | 2  |
| Egyesült Államok (USA) | 5 | 0  | 0 | 5 | 4  | 18 | –14 | 0  |

| 1984. július 29. 15:30 | NSZK (FRG) | 3–1 | Spanyolország (ESP) |  |
| 1984. július 29. 15:30 | (1–1)      |     |                     |  |

| 1984. július 31. 10:15 | NSZK (FRG) | 4–0 | Egyesült Államok (USA) |  |
| 1984. július 31. 10:15 | (3–0)      |     |                        |  |

| 1984. augusztus 2. 16:15 | Ausztrália (AUS) | 3–0 | NSZK (FRG) |  |
| 1984. augusztus 2. 16:15 | (0–0)            |     |            |  |

| 1984. augusztus 4. 8:30 | NSZK (FRG) | 5–0 | Malajzia (MAS) |  |
| 1984. augusztus 4. 8:30 | (2–0)      |     |                |  |

| 1984. augusztus 6. 13:45 | NSZK (FRG) | 0–0 | India (IND) |  |
| 1984. augusztus 6. 13:45 |            |     |             |  |

Elődöntő
| 1984. augusztus 9. 16:45 | NSZK (FRG) | 1–0 | Nagy-Britannia (GBR) |  |
| 1984. augusztus 9. 16:45 | (0–0)      |     |                      |  |

Döntő
| 1984. augusztus 11. 13:15 | Pakisztán (PAK) | 2–1 (h. u.) | NSZK (FRG) |  |
| 1984. augusztus 11. 13:15 | (0–0, 1–1)      |             |            |  |

| Csapat     | Helyezés |
| ---------- | -------- |
| NSZK (FRG) |          |

### Női
| Nyugatnémet női gyeplabdacsapat-játékoskeret                                                                                         | Nyugatnémet női gyeplabdacsapat-játékoskeret |
| --- | --- |
| - Ulla Thielemann - Elke Drüll - Beate Deininger - Christina Moser - Hella Roth - Dagmar Breiken-Bremer - Birgit Hagen - Birgit Hahn | - Gaby Appel - Andrea Weiermann-Lietz - Corinna Lingnau - Martina Koch-Hallmen - Gaby Schley-Schöwe - Patricia Ott - Susi Schmid - Sigrid Landgraf |

#### Eredmények
Csoportkör
| 1984. augusztus 1. 9:45 | Ausztrália (AUS) | 2–2 | NSZK (FRG) |  |
| 1984. augusztus 1. 9:45 | (0–2)            |     |            |  |

| 1984. augusztus 3. 17:15 | NSZK (FRG) | 3–0 | Kanada (CAN) |  |
| 1984. augusztus 3. 17:15 | (1–0)      |     |              |  |

| 1984. augusztus 5. 9:45 | Hollandia (NED) | 6–2 | NSZK (FRG) |  |
| 1984. augusztus 5. 9:45 | (3–2)           |     |            |  |

| 1984. augusztus 6. 16:15 | NSZK (FRG) | 1–0 | Új-Zéland (NZL) |  |
| 1984. augusztus 6. 16:15 | (0–0)      |     |                 |  |

| 1984. augusztus 9. 13:15 | NSZK (FRG) | 1–1 | Egyesült Államok (USA) |  |
| 1984. augusztus 9. 13:15 | (0–1)      |     |                        |  |

Végeredmény
| Helyezés | Csapat                 | M | Gy | D | V | G+ | G– | Gk  | P |
| --- | ---------------------- | - | -- | - | - | -- | -- | --- | - |
| Arany | Hollandia (NED)        | 5 | 4  | 1 | 0 | 14 | 6  | +8  | 9 |
| Ezüst | NSZK (FRG)             | 5 | 2  | 2 | 1 | 9  | 9  | 0   | 6 |
| Bronz | Egyesült Államok (USA) | 5 | 2  | 1 | 2 | 9  | 7  | +2  | 5 |
| 4. | Ausztrália (AUS)       | 5 | 2  | 1 | 2 | 9  | 7  | +2  | 5 |
| A bronzéremről az Egyesült Államok és Ausztrália között egy külön büntetőpárbaj döntött, melyet az Egyesült Államok nyert meg 10–5-re. |                        |   |    |   |   |    |    |     |   |
| 5. | Kanada (CAN)           | 5 | 2  | 1 | 2 | 9  | 11 | –2  | 5 |
| 6. | Új-Zéland (NZL)        | 5 | 0  | 0 | 5 | 2  | 12 | –10 | 0 |

| Csapat     | Helyezés |
| ---------- | -------- |
| NSZK (FRG) |          |

## Íjászat
| Versenyző        | Versenyszám  | 1. forduló | 1. forduló | 2. forduló | 2. forduló | Összesítés                            | Összesítés |
| Versenyző        | Versenyszám  | Pont       | Hely.      | Pont       | Hely.      | Pont                                  | Helyezés   |
| ---------------- | ------------ | ---------- | ---------- | ---------- | ---------- | ------------------------------------- | ---------- |
| Harry Wittig     | Férfi egyéni | 1231       | 21.        | 1266       | 6.         | 2497                                  | 9.         |
| Armin Garnreiter | Férfi egyéni | 1235       | 17.        | 1259       | 8.         | 2494                                  | 10.        |
| Detlef Kahlert   | Férfi egyéni | 1230       | 23.        | 1256       | 10.        | 2486 (holtveresny) (288, 73 db 10-es) | 15.        |
| Manuela Dachner  | Női egyéni   | 1260       | 7.         | 1248       | 9.         | 2508 (holtveresny) 288                | 6.         |
| Doris Haas       | Női egyéni   | 1239       | 13.        | 1241       | 12.        | 2480                                  | 11.        |

## Kajak-kenu
Férfi
| Versenyző                                              | Versenyszám         | Előfutam | Előfutam | Előfutam | Vigaszág | Vigaszág | Vigaszág | Elődöntő | Elődöntő | Elődöntő | Döntő   | Döntő    |
| Versenyző                                              | Versenyszám         | Idő      | Hely.    | Össz.    | Idő      | Hely.    | Össz.    | Idő      | Hely.    | Össz.    | Idő     | Helyezés |
| ------------------------------------------------------ | ------------------- | -------- | -------- | -------- | -------- | -------- | -------- | -------- | -------- | -------- | ------- | -------- |
| Reiner Scholl                                          | Kajak egyes 500 m   | 1:51,55  | 2.       | 5.       | erőnyerő | erőnyerő | erőnyerő | 1:50,70  | 2.       | 10.      | 1:49,89 | 8.       |
| Christoph Wolf                                         | Kajak egyes 1000 m  | 4:00,21  | 4.       | 12.      | 4:03,47  | 1.       | 3.       | 4:00,33  | 4.       | 10.      | kiesett | kiesett  |
| Matthias Seack Oliver Seack                            | Kajak kettes 500 m  | 1:38,57  | 3.       | 10.      | erőnyerő | erőnyerő | erőnyerő | 1:37,00  | 2.       | 6.       | 1:36,51 | 7.       |
| Matthias Seack Oliver Seack                            | Kajak kettes 1000 m | 3:28,30  | 1.       | 1.       | erőnyerő | erőnyerő | erőnyerő | 3:30,18  | 2.       | 7.       | 3:27,28 | 5.       |
| Bernd Hessel Oliver Kegel Detlef Schmidt Reiner Scholl | Kajak négyes 1000 m | 3:07,30  | 3.       | 4.       | erőnyerő | erőnyerő | erőnyerő | 3:09,85  | 3.       | 9.       | 3:06,47 | 8.       |
| Hartmut Faust                                          | Kenu egyes 500 m    | 2:05,95  | 3.       | 4.       | erőnyerő | erőnyerő | erőnyerő | 2:02,60  | 2.       | 2.       | 2:01,86 | 7.       |
| Ulrich Eicke                                           | Kenu egyes 1000 m   | 4:10,10  | 1.       | 1.       | erőnyerő | erőnyerő | erőnyerő |          |          |          | 4:06,32 |          |
| Wolfram Faust Ralf Wienand                             | Kenu kettes 500 m   | 1:51,08  | 4.       | 5.       | 1:50,20  | 1.       | 1.       |          |          |          | 1:48,97 | 6.       |
| Wolfram Faust Ralf Wienand                             | Kenu kettes 1000 m  | 4:01,73  | 3.       | 8.       | erőnyerő | erőnyerő | erőnyerő |          |          |          | 3:52,69 | 4.       |

Női
| Versenyző                                                                           | Versenyszám        | Előfutam | Előfutam | Előfutam | Vigaszág | Vigaszág | Vigaszág | Döntő   | Döntő    |
| Versenyző                                                                           | Versenyszám        | Idő      | Hely.    | Össz.    | Idő      | Hely.    | Össz.    | Idő     | Helyezés |
| ----------------------------------------------------------------------------------- | ------------------ | -------- | -------- | -------- | -------- | -------- | -------- | ------- | -------- |
| Barbara Lewe-Pohlmann-Schüttpelz                                                    | Kajak egyes 500 m  | 2:02,14  | 1.       | 1.       | erőnyerő | erőnyerő | erőnyerő | 1:59,93 |          |
| Josefa Idem-Guerrini Barbara Lewe-Pohlmann-Schüttpelz                               | Kajak kettes 500 m | 1:50,84  | 3.       | 3.       | erőnyerő | erőnyerő | erőnyerő | 1:47,32 |          |
| Josefa Idem-Guerrini Regina Schmidt Barbara Lewe-Pohlmann-Schüttpelz Judith Skolnik | Kajak négyes 500 m |          |          |          |          |          |          | 1:42,68 | 6.       |

## Kerékpározás

### Országúti kerékpározás
Férfi
| Versenyző                                                 | Versenyszám     | Idő              | Helyezés      |
| --------------------------------------------------------- | --------------- | ---------------- | ------------- |
| Thomas Freienstein                                        | Mezőnyverseny   | 5:07:48 (+7:51)  | 22.           |
| Achim Stadler                                             | Mezőnyverseny   | 5:15:27 (+15:30) | 36.           |
| Werner Stauff                                             | Mezőnyverseny   | 5:18:01 (+18:04) | 41.           |
| Andreas Kappes                                            | Mezőnyverseny   | nem ért célba    | nem ért célba |
| Hartmut Bölts Thomas Freienstein Bernd Gröne Michael Maue | Csapat időfutam | 2:08:15 (+9:47)  | 12.           |

Női
| Versenyző         | Versenyszám   | Idő              | Helyezés |
| ----------------- | ------------- | ---------------- | -------- |
| Sandra Schumacher | Mezőnyverseny | 2:11:14 (+0:00)  |          |
| Ute Enzenauer     | Mezőnyverseny | 2:13:28 (+2:14)  | 8.       |
| Ines Varenkamp    | Mezőnyverseny | 2:13:28 (+2:14)  | 12.      |
| Gabriele Altweck  | Mezőnyverseny | 2:29:26 (+18:12) | 33.      |

### Pálya-kerékpározás
Sprintverseny
| Versenyző        | Versenyszám  | 1. forduló                                      | 1. forduló | Vigaszág               | Vigaszág | Döntő                  | Döntő | 2. forduló                   | 2. forduló | Vigaszág             | Vigaszág | Nyolcaddöntő                                        | Nyolcaddöntő | Vigaszág                                            | Vigaszág | Döntő                                       | Döntő | Negyeddöntő                          | 5–8. helyért                                                                    | 5–8. helyért | Elődöntő             | Döntő                | Helyezés |
| Versenyző        | Versenyszám  | Ellenfelek Győztes idő                          | Hely       | Ellenfelek Győztes idő | Hely     | Ellenfelek Győztes idő | Hely  | Ellenfél Győztes idő         | Hely       | Ellenfél Győztes idő | Hely     | Ellenfelek Győztes idő                              | Hely         | Ellenfelek Győztes idő                              | Hely     | Ellenfél Győztes idő                        | Hely  | Ellenfél Győztes idő                 | Ellenfelek Győztes idő                                                          | Hely         | Ellenfél Győztes idő | Ellenfél Győztes idő | Helyezés |
| ---------------- | ------------ | ----------------------------------------------- | ---------- | ---------------------- | -------- | ---------------------- | ----- | ---------------------------- | ---------- | -------------------- | -------- | --------------------------------------------------- | ------------ | --------------------------------------------------- | -------- | ------------------------------------------- | ----- | ------------------------------------ | ------------------------------------------------------------------------------- | ------------ | -------------------- | -------------------- | -------- |
| Gerhard Scheller | Férfi egyéni | Ian Stanley (JAM) · Ernest Moodie (CAY) · 11,29 | 1.         |                        |          |                        |       | Murray Steele (NZL) · 11,11  | 1.         |                      |          | Kenrick Tucker (AUS) · Nakatake Kacuo (JPN) · 11,58 | 2.           | Claudio Iannone (ARG) · Murray Steele (NZL) · 11,41 | 1.       | Gabriele Sella (ITA) · 11,52                | 1.    | Mark Gorski (USA) · 11,65; 11,08     | Marcelo Alexandre (ARG) · Kenrick Tucker (AUS) · Fredy Schmidtke (FRG) · 11,36  | 1.           |                      |                      | 5.       |
| Fredy Schmidtke  | Férfi egyéni | Frank Orban (BEL) · Rosman Alwi (MAS) · 11,80   | 1.         |                        |          |                        |       | Kenrick Tucker (AUS) · 11,36 | 1.         |                      |          | Nelson Vails (USA) · Mark Barry (GBR) · 11,05       | 2.           | Franck Dépine (FRA) · Vincenzo Ceci (ITA) · 11,45   | 1.       | Li Fu-hsziang (Lee Fu-Hsiang) (TPE) · 10,96 | 1.    | Philippe Vernet (FRA) · 11,56; 11,17 | Gerhard Scheller (FRG) · Marcelo Alexandre (ARG) · Kenrick Tucker (AUS) · 11,36 | 4.           |                      |                      | 8.       |

Időfutam
| Név             | Versenyszám  | Idő     | Helyezés |
| --------------- | ------------ | ------- | -------- |
| Fredy Schmidtke | Férfi egyéni | 1:06,10 |          |

Üldözőversenyek
| Versenyző                                            | Versenyszám  | Selejtező  | Selejtező  | Nyolcaddöntő                | Nyolcaddöntő | Negyeddöntő                                                                                | Negyeddöntő | Elődöntő | Elődöntő   | Döntő                                                                                                  | Döntő     | Helyezés |
| Versenyző                                            | Versenyszám  | Idő        | Hely.      | Ellenfél Idő                | Saját idő    | Ellenfél Idő                                                                               | Saját idő   | Ellenfél Idő | Saját idő  | Ellenfél Idő                                                                                           | Saját idő | Helyezés |
| ---------------------------------------------------- | ------------ | ---------- | ---------- | --------------------------- | ------------ | ------------------------------------------------------------------------------------------ | ----------- | --- | ---------- | --- | --------- | -------- |
| Rolf Gölz                                            | Férfi egyéni | 4:48,55    | 5.         | Jörg Müller (SUI) · 4:53,07 | 4:42,63      | Pascal Robert (FRA) · overtaken                                                            | 4:37,70     | Leonard Harvey Nitz (USA) · lekörözték                                                                             | idő nélkül | Steve Hegg (USA) · 4:39,35                                                                             | 4:43,82   |          |
| Ingo Wittenborn                                      | Férfi egyéni | lekörözték | lekörözték | kiesett                     | kiesett      | kiesett                                                                                    | kiesett     | kiesett | kiesett    | kiesett                                                                                                | kiesett   | kiesett  |
| Reinhard Alber Rolf Gölz Roland Günther Michael Marx | Férfi csapat | 4:28,97    | 3.         |                             |              | Franciaország (FRA) · Didier Garcia · Éric Louvel · Pascal Potié · Pascal Robert · 4:30,28 | 4:28,04     | Egyesült Államok (USA) · Dave Grylls · Steve Hegg · Pat McDonough · Leonard Harvey Nitz · Brent Emery · idő nélkül | lekörözték | Olaszország (ITA) · Roberto Amadio · Massimo Brunelli · Maurizio Colombo · Silvio Martinello · 4:26,90 | 4:25,60   |          |

Pontverseny
| Név               | Versenyszám | Selejtező | Selejtező  | Selejtező | Döntő | Döntő      | Döntő    |
| Név               | Versenyszám | Pont      | Körhátrány | Hely.     | Pont  | Körhátrány | Helyezés |
| ----------------- | ----------- | --------- | ---------- | --------- | ----- | ---------- | -------- |
| Uwe Messerschmidt | Férfi       | 10        | –2         | 10.       | 15    | –          |          |
| Manfred Donike    | Férfi       | 16        | –1         | 10.       | 3     | –3         | 19.      |

## Kézilabda

### Férfi
| Nyugatnémet férfi kézilabdacsapat-játékoskeret                                                                               | Nyugatnémet férfi kézilabdacsapat-játékoskeret                                                                    |
| --- | --- |
| - Andreas Thiel - Arnulf Meffle - Rüdiger Neitzel - Martin Schwalb - Dirk Rauin - Michael Paul - Michael Roth - Thomas Happe | - Sepp Wunderlich - Thomas Springel - Klaus Wöller - Jochen Fraatz - Uwe Schwenker - Siegfried Roch - Ulrich Roth |

#### Eredmények
Csoportkör
B csoport
| Csapat                 | M | Gy | D | V | G+  | G–  | Gk  | P  |
| ---------------------- | - | -- | - | - | --- | --- | --- | -- |
| NSZK (FRG)             | 5 | 5  | 0 | 0 | 114 | 95  | +19 | 10 |
| Dánia (DEN)            | 5 | 4  | 0 | 1 | 115 | 99  | +16 | 8  |
| Svédország (SWE)       | 5 | 3  | 0 | 2 | 119 | 110 | +9  | 6  |
| Spanyolország (ESP)    | 5 | 2  | 0 | 3 | 105 | 106 | –1  | 4  |
| Egyesült Államok (USA) | 5 | 0  | 1 | 4 | 91  | 100 | –9  | 1  |
| Dél-Korea (KOR)        | 5 | 0  | 1 | 4 | 123 | 157 | –34 | 1  |

| 1984. július 31. 21:30 | NSZK (FRG) | 21–19 | Egyesült Államok (USA) |  |
| 1984. július 31. 21:30 | (12–8)     |       |                        |  |
| 1984. július 31. 21:30 |            |       |                        |  |

| 1984. augusztus 2. 12:30 | NSZK (FRG) | 18–16 | Spanyolország (ESP) |  |
| 1984. augusztus 2. 12:30 | (7–9)      |       |                     |  |
| 1984. augusztus 2. 12:30 |            |       |                     |  |

| 1984. augusztus 4. 12:30 | NSZK (FRG) | 18–17 | Svédország (SWE) |  |
| 1984. augusztus 4. 12:30 | (11–7)     |       |                  |  |
| 1984. augusztus 4. 12:30 |            |       |                  |  |

| 1984. augusztus 6. 11:00 | NSZK (FRG) | 37–25 | Dél-Korea (KOR) |  |
| 1984. augusztus 6. 11:00 | (18–11)    |       |                 |  |
| 1984. augusztus 6. 11:00 |            |       |                 |  |

| 1984. augusztus 8. 14:00 | NSZK (FRG) | 20–18 | Dánia (DEN) |  |
| 1984. augusztus 8. 14:00 | (9–9)      |       |             |  |
| 1984. augusztus 8. 14:00 |            |       |             |  |

Döntő
| 1984. augusztus 11. 15:30 | Jugoszlávia (YUG) | 18–17 | NSZK (FRG) |  |
| 1984. augusztus 11. 15:30 | (8–7)             |       |            |  |
| 1984. augusztus 11. 15:30 |                   |       |            |  |

| Csapat     | Helyezés |
| ---------- | -------- |
| NSZK (FRG) |          |

### Női
| Nyugatnémet női kézilabdacsapat-játékoskeret                                                                   | Nyugatnémet női kézilabdacsapat-játékoskeret                                                              |
| --- | --- |
| - Astrid Hühn - Corinna Kunze - Dagmar Stelberg - Elke Blumauer - Kerstin Jönßon - Maike Becker - Petra Platen | - Roswitha Mroczynski - Sabine Erbs - Sabrina Koschella - Silvia Schmitt - Vanadis Putzke - Claudia Sturm |

#### Eredmények
| 1984. augusztus 1. 20:00 | Jugoszlávia (YUG) | 20–19 | NSZK (FRG) |  |
| 1984. augusztus 1. 20:00 | (11–12)           |       |            |  |
| 1984. augusztus 1. 20:00 |                   |       |            |  |

| 1984. augusztus 3. 20:00 | Kína (CHN) | 20–19 | NSZK (FRG) |  |
| 1984. augusztus 3. 20:00 | (11–7)     |       |            |  |
| 1984. augusztus 3. 20:00 |            |       |            |  |

| 1984. augusztus 5. 18:30 | NSZK (FRG) | 18–17 | Ausztria (AUT) |  |
| 1984. augusztus 5. 18:30 | (7–5)      |       |                |  |
| 1984. augusztus 5. 18:30 |            |       |                |  |

| 1984. augusztus 7. 21:30 | NSZK (FRG) | 18–17 | Egyesült Államok (USA) |  |
| 1984. augusztus 7. 21:30 | (10–7)     |       |                        |  |
| 1984. augusztus 7. 21:30 |            |       |                        |  |

| 1984. augusztus 9. 20:00 | Dél-Korea (KOR) | 26–17 | NSZK (FRG) |  |
| 1984. augusztus 9. 20:00 | (9–10)          |       |            |  |
| 1984. augusztus 9. 20:00 |                 |       |            |  |

Végeredmény
| Helyezés | Csapat                 | M | Gy | D | V | G+  | G–  | Gk  | P  |
| -------- | ---------------------- | - | -- | - | - | --- | --- | --- | -- |
| Arany    | Jugoszlávia (YUG)      | 5 | 5  | 0 | 0 | 143 | 102 | +41 | 10 |
| Ezüst    | Dél-Korea (KOR)        | 5 | 3  | 1 | 1 | 125 | 119 | +6  | 7  |
| Bronz    | Kína (CHN)             | 5 | 2  | 1 | 2 | 112 | 115 | –3  | 5  |
| 4.       | NSZK (FRG)             | 5 | 2  | 0 | 3 | 91  | 100 | –9  | 4  |
| 5.       | Egyesült Államok (USA) | 5 | 2  | 0 | 3 | 114 | 123 | –9  | 4  |
| 6.       | Ausztria (AUT)         | 5 | 0  | 0 | 5 | 91  | 117 | –26 | 0  |

| Csapat     | Helyezés |
| ---------- | -------- |
| NSZK (FRG) | 4.       |

## Kosárlabda

### Férfi
| Nyugatnémet férfi kosárlabdacsapat-játékoskeret                                                 | Nyugatnémet férfi kosárlabdacsapat-játékoskeret                                         |
| ----------------------------------------------------------------------------------------------- | --------------------------------------------------------------------------------------- |
| - Armin Sowa - Christian Welp - Christoph Körner - Detlef Schrempf - Ingo Mendel - Klaus Zander | - Michael Pappert - Ulrich Peters - Uwe Blab - Uwe Brauer - Uwe Sauer - Vladimir Kadlec |

#### Eredmények
Csoportkör
A csoport
| Csapat            | M | Gy | V | P+  | P–  | Pk   |
| ----------------- | - | -- | - | --- | --- | ---- |
| Jugoszlávia (YUG) | 5 | 5  | 0 | 457 | 366 | +91  |
| Olaszország (ITA) | 5 | 4  | 1 | 437 | 363 | +74  |
| Ausztrália (AUS)  | 5 | 3  | 2 | 383 | 403 | –20  |
| NSZK (FRG)        | 5 | 2  | 3 | 384 | 376 | +8   |
| Brazília (BRA)    | 5 | 1  | 4 | 401 | 423 | –22  |
| Egyiptom (EGY)    | 5 | 0  | 5 | 349 | 480 | –131 |

| 1984. július 29. 14:30 | Jugoszlávia (YUG) | 96–83 | NSZK (FRG) |  |
| 1984. július 29. 14:30 | (49–41)           |       |            |  |

| 1984. július 30. 11:00 | Olaszország (ITA) | 80–72 | NSZK (FRG) |  |
| 1984. július 30. 11:00 | (33–39)           |       |            |  |

| 1984. augusztus 1. 9:00 | Ausztrália (AUS) | 67–66 | NSZK (FRG) |  |
| 1984. augusztus 1. 9:00 | (31–38)          |       |            |  |

| 1984. augusztus 2. 11:00 | NSZK (FRG) | 85–58 | Egyiptom (EGY) |  |
| 1984. augusztus 2. 11:00 | (40–24)    |       |                |  |

| 1984. augusztus 4. 14:30 | NSZK (FRG) | 78–75 | Brazília (BRA) |  |
| 1984. augusztus 4. 14:30 | (41–37)    |       |                |  |

Az 5–8. helyért
| 1984. augusztus 8. 11:00 | Olaszország (ITA) | 98–71 | NSZK (FRG) |  |
| 1984. augusztus 8. 11:00 | (45–35)           |       |            |  |

A 7. helyért
| 1984. augusztus 10. 10:00 | Ausztrália (AUS) | 83–76 | NSZK (FRG) |  |
| 1984. augusztus 10. 10:00 | (46–42)          |       |            |  |

| Csapat     | Helyezés |
| ---------- | -------- |
| NSZK (FRG) | 8.       |

## Labdarúgás
| Nyugatnémet férfi labdarúgócsapat-játékoskeret                                                                           | Nyugatnémet férfi labdarúgócsapat-játékoskeret                                                                              |
| --- | --- |
| - Alfred Schön - Andy Brehme - Bernd Franke - Bernd Wehmeyer - Christian Schreier - Dieter Bast - Dieter Schatzschneider | - Frank Mill - Guido Buchwald - Jürgen Groh - Manfred Bockenfeld - Peter Lux - Roland Dickgießer - Rudolf Bommer - Uwe Rahn |

### Eredmények
Csoportkör
C csoport
| Csapat             | M | Gy | D | V | Rg | Kg | Gk | P |
| ------------------ | - | -- | - | - | -- | -- | -- | - |
| Brazília (BRA)     | 3 | 3  | 0 | 0 | 6  | 1  | +5 | 6 |
| NSZK (FRG)         | 3 | 2  | 0 | 1 | 8  | 1  | +7 | 4 |
| Marokkó (MAR)      | 3 | 1  | 0 | 2 | 1  | 4  | –3 | 2 |
| Szaúd-Arábia (KSA) | 3 | 0  | 0 | 3 | 1  | 10 | –9 | 0 |

| 1984. július 30. 19:30 |

| NSZK (FRG)          | 2–0               | Marokkó (MAR) |
| ------------------- | ----------------- | ------------- |
| Rahn 43' Brehme 52' | (1–0) Jegyzőkönyv |               |

| Stanford Stadium, Palo Alto Nézőszám: 23 228 Játékvezető: Tony Evangelista (kanadai) |

| 1984. augusztus 1. 19:00 |

| NSZK (FRG) | 0–1               | Brazília (BRA)    |
| ---------- | ----------------- | ----------------- |
|            | (0–0) Jegyzőkönyv | Gilmar Popoca 86' |

| Stanford Stadium, Palo Alto Nézőszám: 75 239 Játékvezető: Kyung-Bok Cha (dél-koreai) |

| 1984. augusztus 3. 19:00 |

| Szaúd-Arábia (KSA) | 0–6               | NSZK (FRG)                                       |
| ------------------ | ----------------- | ------------------------------------------------ |
|                    | (0–4) Jegyzőkönyv | Schreier 8' 66' Bommer 22' 72' Rahn 24' Mill 32' |

| Stanford Stadium, Palo Alto Nézőszám: 26 242 Játékvezető: Ioan Igna (román) |

Negyeddöntő
| 1984. augusztus 6. 19:00 |

| Jugoszlávia (YUG)                                         | 5–2               | NSZK (FRG)               |
| --------------------------------------------------------- | ----------------- | ------------------------ |
| Cvetković 21' 58' 70' Radanović 27' Gračan 46' (11-esből) | (2–2) Jegyzőkönyv | Bommer 1' Bockenfeld 28' |

| Rose Bowl, Pasadena Nézőszám: 58 439 Játékvezető: Jorge Romero (argentin) |

| Csapat     | Helyezés |
| ---------- | -------- |
| NSZK (FRG) | 5.       |

## Lovaglás
Díjlovaglás
| Versenyző                            | Ló           | Versenyszám | Selejtező | Selejtező | Döntő | Döntő    |
| Versenyző                            | Ló           | Versenyszám | Pont      | Hely.     | Pont  | Helyezés |
| ------------------------------------ | ------------ | ----------- | --------- | --------- | ----- | -------- |
| Reiner Klimke                        | Ahlerich     | Egyéni      | 1797      | 1.        | 1504  |          |
| Herbert Krug                         | Muscadeur    | Egyéni      | 1576      | 9.        | 1323  | 5.       |
| Uwe Sauer                            | Montevideo   | Egyéni      | 1582      | 7.        | 1279  | 6.       |
| Reiner Klimke Uwe Sauer Herbert Krug | lásd fentebb | Csapat      |           |           | 4955  |          |

Díjugratás
| Versenyző                                                    | Ló                           | Versenyszám | 1. forduló | 1. forduló | 2. forduló | 2. forduló | Összesen | Összesen |
| Versenyző                                                    | Ló                           | Versenyszám | Pont       | Hely.      | Pont       | Hely.      | Pont     | Helyezés |
| ------------------------------------------------------------ | ---------------------------- | ----------- | ---------- | ---------- | ---------- | ---------- | -------- | -------- |
| Paul Schockemöhle                                            | Deister                      | Egyéni      | 8,00       | 10.        | 4,00       | 2.         | 12,00    | 7.       |
| Peter Luther                                                 | Livius                       | Egyéni      | 12,00      | 15.        | 4,00       | 2.         | 16,00    | 11.      |
| Franke Sloothaak                                             | Farmer                       | Egyéni      | 8,00       | 10.        | 8,00       | 10.        | 16,00    | 11.      |
| Paul Schockemöhle Peter Luther Franke Sloothaak Fritz Ligges | Deister Livius Farmer Ramzes | Csapat      | 20,00      | 2.         | 19,25      | 6.         | 39,25    |          |

Lovastusa
| Versenyző                                                                 | Ló           | Versenyszám | Díjlovaglás | Díjlovaglás | Tereplovaglás | Tereplovaglás | Díjugratás | Díjugratás | Végeredmény | Végeredmény |
| Versenyző                                                                 | Ló           | Versenyszám | Bünt.       | Hely.       | Bünt.         | Hely.         | Bünt.      | Hely.      | Bünt.       | Helyezés    |
| ------------------------------------------------------------------------- | ------------ | ----------- | ----------- | ----------- | ------------- | ------------- | ---------- | ---------- | ----------- | ----------- |
| Dietmar Hogrefe                                                           | Foliant      | Egyéni      | 66,00       | 26.         | 8,40          | 10.           | 0,00       | 1.         | 74,40       | 12.         |
| Bettina Overesch-Böker-Hoy                                                | Peacetime    | Egyéni      | 66,40       | 27.         | 13,20         | 14.           | 0,00       | 1.         | 79,60       | 14.         |
| Claus Erhorn                                                              | Fair Lady    | Egyéni      | 56,40       | 7.          | 23,60         | 18.           | 0,00       | 1.         | 80,00       | 16.         |
| Burkhard Tesdorpf                                                         | Freedom      | Egyéni      | 62,20       | 18.         | 151,60        | 40.           | 2,25       | 22.        | 216,05      | 39.         |
| Dietmar Hogrefe Bettina Overesch-Böker-Hoy Claus Erhorn Burkhard Tesdorpf | lásd fentebb | Csapat      | 184,60      | 6.          | 45,20         | 3.            | 0,00       | 1.         | 234,00      |             |

## Műugrás
Férfi
| Versenyző    | Versenyszám        | Selejtező | Selejtező | Döntő  | Döntő    |
| Versenyző    | Versenyszám        | Pont      | Helyezés  | Pont   | Helyezés |
| ------------ | ------------------ | --------- | --------- | ------ | -------- |
| Albin Killat | Egyéni toronyugrás | 542,10    | 5.        | 551,97 | 5.       |
| Albin Killat | Egyéni műugrás     | 549,39    | 8.        | 569,52 | 7.       |
| Dieter Dörr  | Egyéni műugrás     | 533,61    | 11.       | 549,33 | 10.      |
| Dieter Dörr  | Egyéni toronyugrás | 489,84    | 9.        | 536,07 | 6.       |

Női
| Versenyző      | Versenyszám        | Selejtező | Selejtező | Döntő   | Döntő    |
| Versenyző      | Versenyszám        | Pont      | Helyezés  | Pont    | Helyezés |
| -------------- | ------------------ | --------- | --------- | ------- | -------- |
| Kerstin Finke  | Egyéni műugrás     | 393,93    | 20.       | kiesett | kiesett  |
| Kerstin Finke  | Egyéni toronyugrás | 351,45    | 8.        | 325,47  | 11.      |
| Elke Heinrichs | Egyéni toronyugrás | 320,07    | 16.       | kiesett | kiesett  |

## Ökölvívás
| Versenyző         | Versenyszám     | Selejtező         | 32-es főtábla                    | Nyolcaddöntő               | Negyeddöntő                  | Elődöntő                           | Döntő             | Helyezés |
| Versenyző         | Versenyszám     | Ellenfél Eredmény | Ellenfél Eredmény                | Ellenfél Eredmény          | Ellenfél Eredmény            | Ellenfél Eredmény                  | Ellenfél Eredmény | Helyezés |
| ----------------- | --------------- | ----------------- | -------------------------------- | -------------------------- | ---------------------------- | ---------------------------------- | ----------------- | -------- |
| Stefan Gertel     | Harmatsúly      | erőnyerő          | Louis Gomis (FRA) · feladta      | kiesett                    | kiesett                      | kiesett                            | kiesett           | 17.      |
| Reiner Gies       | Könnyűsúly      | erőnyerő          | Samir Khenyab (IRQ) · 4:1        | John Kalbhenn (CAN) · 5:0  | Pernell Whitaker (USA) · 0:5 | kiesett                            | kiesett           | 5.       |
| Helmut Gertel     | Kisváltósúly    | erőnyerő          | Jerry Page (USA) · 0:5           | kiesett                    | kiesett                      | kiesett                            | kiesett           | 17.      |
| Alexander Künzler | Váltósúly       | erőnyerő          | Mohamed Ali El-Dahan (SYR) · 5:0 | Kamel Aboud (ALG) · 4:1    | Luciano Bruno (ITA) · 0:5    | kiesett                            | kiesett           | 5.       |
| Manfred Zielonka  | Nagyváltósúly   | erőnyerő          | Ambrose Mlilo (ZIM) · 4:1        | Gustavo Ollo (ARG) · 5:0   | Gnohere Sery (CIV) · 5:0     | Frank Tate (USA) · mérkőzés nélkül | kiesett           |          |
| Andreas Bauer     | Középsúly       |                   | Hugo Corti (ARG) · 0:5           | kiesett                    | kiesett                      | kiesett                            | kiesett           | 17.      |
| Markus Bott       | Félnehézsúly    |                   | erőnyerő                         | Ante Josipović (YUG) · 1:4 | kiesett                      | kiesett                            | kiesett           | 9.       |
| Peter Hussing     | Szupernehézsúly |                   |                                  | Olaf Mayer (AUT) · 5:0     | Aziz Salihu (YUG) · 2:3      | kiesett                            | kiesett           | 5.       |

## Öttusa
| Versenyző                                       | Versenyszám | Lovaglás | Lovaglás | Lovaglás | Vívás    | Vívás | Vívás | Úszás    | Úszás | Úszás | Lövészet | Lövészet | Lövészet | Futás    | Futás | Futás | Összesen    | Összesen |
| Versenyző                                       | Versenyszám | Idő      | Pont     | Hely.    | Pontszám | Pont  | Hely. | Idő      | Pont  | Hely. | Eredmény | Pont     | Hely.    | Idő      | Pont  | Hely. | Összes pont | Helyezés |
| ----------------------------------------------- | ----------- | -------- | -------- | -------- | -------- | ----- | ----- | -------- | ----- | ----- | -------- | -------- | -------- | -------- | ----- | ----- | ----------- | -------- |
| Achim Bellmann                                  | Egyéni      | 2:05,85  | 954      | 37.      | 39–12    | 1066  | 1.    | 3:33,700 | 1164  | 27.   | 182      | 736      | 46.      | 13:10,31 | 1194  | 9.    | 5114        | 14.      |
| Michael Rehbein                                 | Egyéni      | 1:45,66  | 1034     | 24.      | 23–28    | 714   | 35.   | 3:23,291 | 1248  | 13.   | 190      | 912      | 24.      | 13:37,46 | 1113  | 22.   | 5021        | 21.      |
| Christian Sandow                                | Egyéni      | 1:42,76  | 1070     | 14.      | 23–28    | 714   | 35.   | 3:13,850 | 1324  | 1.    | 178      | 648      | 49.      | 13:29,21 | 1137  | 19.   | 4893        | 27.      |
| Achim Bellmann Michael Rehbein Christian Sandow | Csapat      |          | 3058     | 6.       |          | 2494  | 6.    |          | 3736  | 3.    |          | 2296     | 14.      |          | 3444  | 5.    | 15 028      | 6.       |

## Röplabda

### Női
| Nyugatnémet női röplabdacsapat-játékoskeret                                                        | Nyugatnémet női röplabdacsapat-játékoskeret                                            |
| -------------------------------------------------------------------------------------------------- | -------------------------------------------------------------------------------------- |
| - Almut Kemperdick - Andrea Sauvigny - Beate Bühler - Gudrun Witte - Marina Staden - Regina Vossen | - Renate Riek - Ruth Holzhausen - Sigrid Terstegge - Terry Place-Brandel - Ute Hankers |

#### Eredmények
Csoportkör
A csoport
|                        |      | Mérkőzések | Mérkőzések | Szettek | Szettek | Szettek | Pontok | Pontok | Pontok |
| Csapat                 | Pont | Gy         | V          | Sz+     | Sz–     | SzA     | P+     | P–     | PA     |
| ---------------------- | ---- | ---------- | ---------- | ------- | ------- | ------- | ------ | ------ | ------ |
| Egyesült Államok (USA) | 6    | 3          | 0          | 9       | 3       | 3,000   | 167    | 139    | 1,201  |
| Kína (CHN)             | 5    | 2          | 1          | 7       | 3       | 2,333   | 144    | 101    | 1,426  |
| NSZK (FRG)             | 4    | 1          | 2          | 3       | 6       | 0,500   | 93     | 126    | 0,738  |
| Brazília (BRA)         | 3    | 0          | 3          | 2       | 9       | 0,222   | 120    | 158    | 0,759  |

| 1984. július 30. 18:30 | Egyesült Államok (USA) | 3–0 | NSZK (FRG) |  |
| 1984. július 30. 18:30 | (17–15, 15–8, 15–10)   |     |            |  |

| 1984. augusztus 1. 10:00 | NSZK (FRG)         | 0–3 | Kína (CHN) |  |
| 1984. augusztus 1. 10:00 | (5–15, 6–15, 3–15) |     |            |  |

| 1984. augusztus 3. 18:30 | Brazília (BRA)       | 0–3 | NSZK (FRG) |  |
| 1984. augusztus 3. 18:30 | (9–15, 14–16, 11–15) |     |            |  |

Az 5–8. helyért
| 1984. augusztus 5. 10:00 | Kanada (CAN)       | 0–3 | NSZK (FRG) |  |
| 1984. augusztus 5. 10:00 | (5–15, 7–15, 1–15) |     |            |  |

Az 5. helyért
| 1984. augusztus 7. 10:00 | Dél-Korea (KOR)      | 3–0 | NSZK (FRG) |  |
| 1984. augusztus 7. 10:00 | (15–10, 15–10, 15–2) |     |            |  |

| Csapat     | Helyezés |
| ---------- | -------- |
| NSZK (FRG) | 6.       |

## Sportlövészet
Férfi
| Versenyző        | Versenyszám           | Pont | Helyezés |
| ---------------- | --------------------- | ---- | -------- |
| Alfred Radke     | Gyorstüzelő pisztoly  | 590  | 6.       |
| Viktor Engel     | Gyorstüzelő pisztoly  | 589  | 9.       |
| Jürgen Hartmann  | Szabadpisztoly        | 560  | 4.       |
| Gerhard Beyer    | Szabadpisztoly        | 548  | 23.      |
| Bernhard Süß     | Légpuska              | 581  | 10.      |
| Peter Heinz      | Légpuska              | 583  | 5.       |
| Peter Heinz      | Sportpuska, összetett | 1150 | 8.       |
| Kurt Hillenbrand | Sportpuska, összetett | 1154 | 4.       |
| Ulrich Lind      | Sportpuska, fekvő     | 593  | 8.       |
| Werner Seibold   | Sportpuska, fekvő     | 589  | 25.      |
| Uwe Schröder     | Futócéllövészet       | 581  | 4.       |

Női
| Versenyző           | Versenyszám           | Pont | Helyezés |
| ------------------- | --------------------- | ---- | -------- |
| Waltraud Weißenberg | Sportpisztoly         | 568  | 20.      |
| Gisela Sailer       | Légpuska              | 385  | 6.       |
| Silvia Sperber      | Légpuska              | 381  | 11.      |
| Ulrike Holmer       | Sportpuska, összetett | 578  |          |
| Sigrid Lang         | Sportpuska, összetett | 567  | 12.      |

Nyílt
| Versenyző          | Versenyszám | Pont | Helyezés |
| ------------------ | ----------- | ---- | -------- |
| Peter Blecher      | Trap        | 179  | 28.      |
| Norbert Hofmann    | Skeet       | 194  | 6.       |
| Wolfgang Trautwein | Skeet       | 188  | 29.      |

## Súlyemelés
| Versenyző              | Versenyszám | Szakítás | Szakítás | Lökés    | Lökés    | Összesen | Helyezés |
| Versenyző              | Versenyszám | Eredmény | Helyezés | Eredmény | Helyezés | Összesen | Helyezés |
| ---------------------- | ----------- | -------- | -------- | -------- | -------- | -------- | -------- |
| Karl-Heinz Radschinsky | 75 kg       | 150,0    | 1.       | 190,0    | 1.       | 340,0    |          |
| Peter Immesberger      | 90 kg       | 155,0    | 4.       | 195,0    | 3.       | 350,0    | 4.       |
| Rolf Milser            | 100 kg      | 167,5    | 2.       | 217,5    | 1.       | 385,0    |          |
| Frank Seipelt          | 110 kg      | 160,0    | 6.       | 207,5    | 4.       | 367,5    | 4.       |
| Olaf Peters            | 110 kg      | 157,5    | 8.       | 190,0    | 8.       | 347,5    | 8.       |
| Manfred Nerlinger      | +110 kg     | 177,5    | 2.       | 220,0    | 3.       | 397,5    |          |

## Szinkronúszás
| Versenyző                       | Versenyszám | Selejtező           | Selejtező           | Selejtező       | Selejtező  | Selejtező  | Döntő           | Döntő      | Döntő      |
| Versenyző                       | Versenyszám | Technikai gyakorlat | Technikai gyakorlat | Zenés gyakorlat | Összesítés | Összesítés | Zenés gyakorlat | Összesítés | Összesítés |
| Versenyző                       | Versenyszám | Pont                | Hely.               | Pont            | Pont       | Hely.      | Pont            | Pont       | Helyezés   |
| ------------------------------- | ----------- | ------------------- | ------------------- | --------------- | ---------- | ---------- | --------------- | ---------- | ---------- |
| Gudrun Hänisch                  | Egyéni      | 87,817              | 13.                 | 92,40           | 180,217    | 6.         | 94,20           | 182,017    | 5.         |
| Christine Lang                  | Egyéni      | 83,966              | 27.                 | kiesett         | kiesett    | kiesett    | kiesett         | kiesett    | kiesett    |
| Gerlind Scheller                | Egyéni      | 81,317              | 29.                 | kiesett         | kiesett    | kiesett    | kiesett         | kiesett    | kiesett    |
| Gudrun Hänisch Gerlind Scheller | Páros       | 84,567              | 9.                  | 89,80           | 174,367    | 9.         | kiesett         | kiesett    | kiesett    |

## Torna
Férfi
| Versenyző                                                                                   | Versenyszám      | Selejtező | Selejtező | Döntő    | Döntő    |
| Versenyző                                                                                   | Versenyszám      | Pontszám  | Helyezés  | Pontszám | Helyezés |
| ------------------------------------------------------------------------------------------- | ---------------- | --------- | --------- | -------- | -------- |
| Jürgen Geiger                                                                               | Talaj            | 19,30     | 25.       | kiesett  | kiesett  |
| Jürgen Geiger                                                                               | Ugrás            | 19,55     | 25.       | kiesett  | kiesett  |
| Jürgen Geiger                                                                               | Korlát           | 19,60     | 11.       | 19,600   | 7.       |
| Jürgen Geiger                                                                               | Nyújtó           | 19,40     | 34.       | kiesett  | kiesett  |
| Jürgen Geiger                                                                               | Gyűrű            | 19,50     | 15.       | kiesett  | kiesett  |
| Jürgen Geiger                                                                               | Lólengés         | 19,40     | 15.       | kiesett  | kiesett  |
| Jürgen Geiger                                                                               | Egyéni összetett | 116,75    | 14.       | 116,675  | 10.      |
| Andreas Japtok                                                                              | Talaj            | 19,45     | 16.       | kiesett  | kiesett  |
| Andreas Japtok                                                                              | Ugrás            | 19,50     | 32.       | kiesett  | kiesett  |
| Andreas Japtok                                                                              | Korlát           | 19,40     | 17.       | kiesett  | kiesett  |
| Andreas Japtok                                                                              | Nyújtó           | 19,65     | 16.       | kiesett  | kiesett  |
| Andreas Japtok                                                                              | Gyűrű            | 19,25     | 40.       | kiesett  | kiesett  |
| Andreas Japtok                                                                              | Lólengés         | 18,95     | 36.       | kiesett  | kiesett  |
| Andreas Japtok                                                                              | Egyéni összetett | 116,20    | 21.       | 115,850  | 17.      |
| Daniel Winkler                                                                              | Talaj            | 19,40     | 19.       | kiesett  | kiesett  |
| Daniel Winkler                                                                              | Ugrás            | 19,45     | 40.       | kiesett  | kiesett  |
| Daniel Winkler                                                                              | Korlát           | 19,60     | 11.       | 19,600   | 7.       |
| Daniel Winkler                                                                              | Nyújtó           | 19,55     | 22.       | kiesett  | kiesett  |
| Daniel Winkler                                                                              | Gyűrű            | 19,30     | 33.       | kiesett  | kiesett  |
| Daniel Winkler                                                                              | Lólengés         | 19,10     | 27.       | kiesett  | kiesett  |
| Daniel Winkler                                                                              | Egyéni összetett | 116,40    | 18.       | 115,250  | 21.      |
| Benno Groß                                                                                  | Talaj            | 19,05     | 44.       | kiesett  | kiesett  |
| Benno Groß                                                                                  | Ugrás            | 19,55     | 25.       | kiesett  | kiesett  |
| Benno Groß                                                                                  | Korlát           | 19,30     | 21.       | kiesett  | kiesett  |
| Benno Groß                                                                                  | Nyújtó           | 19,30     | 41.       | kiesett  | kiesett  |
| Benno Groß                                                                                  | Gyűrű            | 19,30     | 33.       | kiesett  | kiesett  |
| Benno Groß                                                                                  | Lólengés         | 19,55     | 7.        | 19,525   | 7.       |
| Benno Groß                                                                                  | Egyéni összetett | 116,05    | 25.       | kiesett  | kiesett  |
| Volker Rohrwick                                                                             | Talaj            | 19,35     | 21.       | kiesett  | kiesett  |
| Volker Rohrwick                                                                             | Ugrás            | 19,60     | 16.       | kiesett  | kiesett  |
| Volker Rohrwick                                                                             | Korlát           | 19,30     | 21.       | kiesett  | kiesett  |
| Volker Rohrwick                                                                             | Nyújtó           | 19,15     | 51.       | kiesett  | kiesett  |
| Volker Rohrwick                                                                             | Gyűrű            | 19,40     | 25.       | kiesett  | kiesett  |
| Volker Rohrwick                                                                             | Lólengés         | 18,65     | 54.       | kiesett  | kiesett  |
| Volker Rohrwick                                                                             | Egyéni összetett | 115,45    | 32.       | kiesett  | kiesett  |
| Bernhard Simmelbauer                                                                        | Talaj            | 18,85     | 53.       | kiesett  | kiesett  |
| Bernhard Simmelbauer                                                                        | Ugrás            | 19,45     | 40.       | kiesett  | kiesett  |
| Bernhard Simmelbauer                                                                        | Korlát           | 19,30     | 21.       | kiesett  | kiesett  |
| Bernhard Simmelbauer                                                                        | Nyújtó           | 19,20     | 48.       | kiesett  | kiesett  |
| Bernhard Simmelbauer                                                                        | Gyűrű            | 19,15     | 44.       | kiesett  | kiesett  |
| Bernhard Simmelbauer                                                                        | Lólengés         | 19,30     | 19.       | kiesett  | kiesett  |
| Bernhard Simmelbauer                                                                        | Egyéni összetett | 115,25    | 36.       | kiesett  | kiesett  |
| Jürgen Geiger Daniel Winkler Andreas Japtok Benno Groß Volker Rohrwick Bernhard Simmelbauer | Csapat összetett |           |           | 582,10   | 4.       |

Női
| Versenyző                                                                         | Versenyszám      | Selejtező | Selejtező | Döntő    | Döntő    |
| Versenyző                                                                         | Versenyszám      | Pontszám  | Helyezés  | Pontszám | Helyezés |
| --------------------------------------------------------------------------------- | ---------------- | --------- | --------- | -------- | -------- |
| Anja Wilhelm                                                                      | Talaj            | 19,20     | 19.       | kiesett  | kiesett  |
| Anja Wilhelm                                                                      | Ugrás            | 19,20     | 26.       | kiesett  | kiesett  |
| Anja Wilhelm                                                                      | Felemás korlát   | 18,95     | 18.       | kiesett  | kiesett  |
| Anja Wilhelm                                                                      | Gerenda          | 19,10     | 16.       | 19,200   | 7.       |
| Anja Wilhelm                                                                      | Egyéni összetett | 76,45     | 20.       | 76,425   | 12.      |
| Astrid Beckers                                                                    | Talaj            | 19,20     | 19.       | kiesett  | kiesett  |
| Astrid Beckers                                                                    | Ugrás            | 19,00     | 36.       | kiesett  | kiesett  |
| Astrid Beckers                                                                    | Felemás korlát   | 18,40     | 39.       | kiesett  | kiesett  |
| Astrid Beckers                                                                    | Gerenda          | 18,65     | 29.       | kiesett  | kiesett  |
| Astrid Beckers                                                                    | Egyéni összetett | 75,25     | 29.       | 75,125   | 23.      |
| Elke Heine                                                                        | Talaj            | 19,20     | 19.       | kiesett  | kiesett  |
| Elke Heine                                                                        | Ugrás            | 19,35     | 18.       | kiesett  | kiesett  |
| Elke Heine                                                                        | Felemás korlát   | 19,15     | 16.       | kiesett  | kiesett  |
| Elke Heine                                                                        | Gerenda          | 18,85     | 21.       | kiesett  | kiesett  |
| Elke Heine                                                                        | Egyéni összetett | 76,55     | 18.       | 57,725   | 36.      |
| Brigitta Lehmann                                                                  | Talaj            | 18,20     | 61.       | kiesett  | kiesett  |
| Brigitta Lehmann                                                                  | Ugrás            | 19,50     | 13.       | 19,425   | 6.       |
| Brigitta Lehmann                                                                  | Felemás korlát   | 18,70     | 27.       | kiesett  | kiesett  |
| Brigitta Lehmann                                                                  | Gerenda          | 18,45     | 36.       | kiesett  | kiesett  |
| Brigitta Lehmann                                                                  | Egyéni összetett | 74,85     | 31.       | kiesett  | kiesett  |
| Angela Golz                                                                       | Talaj            | 18,55     | 51.       | kiesett  | kiesett  |
| Angela Golz                                                                       | Ugrás            | 19,00     | 36.       | kiesett  | kiesett  |
| Angela Golz                                                                       | Felemás korlát   | 18,80     | 23.       | kiesett  | kiesett  |
| Angela Golz                                                                       | Gerenda          | 18,50     | 35.       | kiesett  | kiesett  |
| Angela Golz                                                                       | Egyéni összetett | 74,85     | 31.       | kiesett  | kiesett  |
| Heike Schwarm                                                                     | Talaj            | 18,55     | 51.       | kiesett  | kiesett  |
| Heike Schwarm                                                                     | Ugrás            | 18,90     | 45.       | kiesett  | kiesett  |
| Heike Schwarm                                                                     | Felemás korlát   | 18,75     | 25.       | kiesett  | kiesett  |
| Heike Schwarm                                                                     | Gerenda          | 18,65     | 29.       | kiesett  | kiesett  |
| Heike Schwarm                                                                     | Egyéni összetett | 74,85     | 31.       | kiesett  | kiesett  |
| Elke Heine Anja Wilhelm Astrid Beckers Angela Golz Heike Schwarm Brigitta Lehmann | Csapat összetett |           |           | 379,15   | 4.       |

### Ritmikus gimnasztika
| Versenyző         | Versenyszám | Selejtező | Selejtező | Döntő  | Döntő    |
| Versenyző         | Versenyszám | Pont      | Hely.     | Pont   | Helyezés |
| ----------------- | ----------- | --------- | --------- | ------ | -------- |
| Regina Weber      | Egyéni      | 37,60     | 7.        | 57,700 |          |
| Claudia Scharmann | Egyéni      | 37,20     | 11.       | 56,250 | 11.      |

## Úszás
Férfi
| Versenyző                                                                                | Versenyszám            | Előfutam | Előfutam | Előfutam | Döntő   | Döntő    | Döntő   | Helyezés |
| Versenyző                                                                                | Versenyszám            | Idő      | Hely.    | Össz.    | Típus   | Idő      | Hely.   | Helyezés |
| ---------------------------------------------------------------------------------------- | ---------------------- | -------- | -------- | -------- | ------- | -------- | ------- | -------- |
| Dirk Korthals                                                                            | 100 m gyors            | 51,02    | 1.       | 7.       | A       | 50,93    | 8.      | 8.       |
| Alexander Schowtka                                                                       | 100 m gyors            | 51,78    | 3.       | 20.      | kiesett | kiesett  | kiesett | kiesett  |
| Andreas Behrend                                                                          | 200 m pillangó         | 2:06,06  | 5.       | 25.      | kiesett | kiesett  | kiesett | kiesett  |
| Andreas Behrend                                                                          | 100 m pillangó         | 55,22    | 1.       | 8.       | A       | 54,95    | 7.      | 7.       |
| Michael Groß                                                                             | 100 m pillangó         | 54,02    | 1.       | 2.       | A       | 53,08    | 1.      |          |
| Michael Groß                                                                             | 200 m pillangó         | 1:58,72  | 1.       | 1.       | A       | 1:57,40  | 2.      |          |
| Michael Groß                                                                             | 200 m gyors            | 1:48,03  | 1.       | 1.       | A       | 1:47,44  | 1.      |          |
| Thomas Fahrner                                                                           | 200 m gyors            | 1:50,00  | 1.       | 3.       | A       | 1:49,69  | 3.      |          |
| Thomas Fahrner                                                                           | 400 m gyors            | 3:55,26  | 1.       | 9.       | B       | 3:50,91  | 1.      | 9.       |
| Stefan Pfeiffer                                                                          | 400 m gyors            | 3:53,41  | 1.       | 1.       | A       | 3:52,91  | 4.      | 4.       |
| Stefan Pfeiffer                                                                          | 1500 m gyors           | 15:21,95 | 1.       | 2.       | A       | 15:12,11 | 3.      |          |
| Rainer Henkel                                                                            | 1500 m gyors           | 15:23,60 | 2.       | 5.       | A       | 15:20,03 | 4.      | 4.       |
| Stefan Peter                                                                             | 200 m hát              | 2:05,22  | 4.       | 12.      | B       | 2:05,66  | 5.      | 13.      |
| Stefan Peter                                                                             | 100 m hát              | 57,90    | 2.*      | 9.*      | B       | 58,30    | 3.*     | 11.*     |
| Nicolai Klapkarek                                                                        | 100 m hát              | 58,19    | 2.       | 11.      | B       | 58,56    | 7.      | 15.      |
| Nicolai Klapkarek                                                                        | 200 m vegyes           | 2:06,07  | 1.       | 5.       | A       | 2:05,88  | 7.      | 7.       |
| Nicolai Klapkarek                                                                        | 200 m hát              | 2:04,45  | 3.       | 7.       | A       | 2:03,95  | 6.      | 6.       |
| Gerald Mörken                                                                            | 200 m mell             | 2:22,99  | 3.       | 18.      | kiesett | kiesett  | kiesett | kiesett  |
| Gerald Mörken                                                                            | 100 m mell             | 1:03,53  | 2.       | 4.       | A       | 1:03,95  | 7.      | 7.       |
| Peter Lang                                                                               | 100 m mell             | 1:04,40  | 1.       | 10.      | B       | 1:04,43  | 3.      | 11.      |
| Peter Lang                                                                               | 200 m mell             | 2:24,60  | 4.       | 22.      | kiesett | kiesett  | kiesett | kiesett  |
| Ralf Diegel                                                                              | 200 m vegyes           | 2:06,41  | 3.       | 7.       | A       | 2:06,66  | 8.      | 8.       |
| Ralf Diegel                                                                              | 400 m vegyes           | 4:28,10  | 3.       | 9.       | B       | 4:28,94  | 4.      | 12.      |
| Dirk Korthals Andreas Schmidt Alexander Schowtka Michael Groß Nicolai Klapkarek          | 4 × 100 m gyorsváltó   | 3:24,69  | 1.       | 6.       | A       | 3:22,98  | 4.      | 4.       |
| Thomas Fahrner Dirk Korthals Alexander Schowtka Michael Groß Rainer Henkel               | 4 × 200 m gyorsváltó   | 7:25,29  | 1.       | 2.       | A       | 7:15,73  | 2.      |          |
| Stefan Peter Gerald Mörken Michael Groß Dirk Korthals Andreas Behrend Alexander Schowtka | 4 × 100 m vegyes váltó | 3:49,75  | 1.       | 5.       | A       | 3:44,26  | 4.      | 4.       |

Női
| Versenyző                                                    | Versenyszám            | Előfutam | Előfutam | Előfutam | Döntő   | Döntő   | Döntő   | Helyezés |
| Versenyző                                                    | Versenyszám            | Idő      | Hely.    | Össz.    | Típus   | Idő     | Hely.   | Helyezés |
| ------------------------------------------------------------ | ---------------------- | -------- | -------- | -------- | ------- | ------- | ------- | -------- |
| Susanne Schuster                                             | 100 m gyors            | 56,85    | 2.       | 25.      | A       | 57,11   | 7.      | 7.       |
| Iris Zscherpe                                                | 100 m gyors            | 57,31    | 1.       | 29.      | B       | 57,19   | 1.      | 9.       |
| Iris Zscherpe                                                | 200 m gyors            | 2:03,95  | 4.       | 11.      | B       | 2:03,42 | 2.      | 10.      |
| Ina Beyermann                                                | 200 m gyors            | 2:02,42  | 2.       | 7.       | A       | 2:01,89 | 7.      | 7.       |
| Ina Beyermann                                                | 100 m pillangó         | 1:02,36  | 2.       | 8.       | A       | 1:02,11 | 8.      | 8.       |
| Ina Beyermann                                                | 200 m pillangó         | 2:13,26  | 2.       | 5.       | A       | 2:11,91 | 3.      |          |
| Ina Beyermann                                                | 400 m gyors            | 4:18,94  | 3.       | 12.      | kiesett | kiesett | kiesett | kiesett  |
| Birgit Kowalczik                                             | 400 m gyors            | 4:17,92  | 3.       | 8.       | A       | 4:16,33 | 7.      | 7.       |
| Birgit Kowalczik                                             | 800 m gyors            | 8:53,34  | 3.       | 11.      | kiesett | kiesett | kiesett | kiesett  |
| Svenja Schlicht                                              | 200 m hát              | 2:15,69  | 2.       | 4.       | A       | 2:15,93 | 6.      | 6.       |
| Svenja Schlicht                                              | 100 m hát              | 1:04,02  | 2.       | 6.       | A       | 1:03,46 | 6.      | 6.       |
| Sandra Dahlmann                                              | 100 m hát              | 1:05,27  | 5.       | 17.      | kiesett | kiesett | kiesett | kiesett  |
| Sandra Dahlmann                                              | 200 m hát              | 2:19,59  | 4.       | 14.      | B       | 2:16,93 | 1.      | 9.       |
| Angelika Knipping                                            | 100 m mell             | 1:12,41  | 3.       | 13.      | B       | 1:12,03 | 4.      | 12.      |
| Ute Hasse                                                    | 100 m mell             | 1:12,17  | 2.       | 10.*     | B       | 1:11,44 | 1.      | 9.       |
| Ute Hasse                                                    | 200 m mell             | 2:34,46  | 1.*      | 5.*      | A       | 2:33,82 | 6.      | 6.       |
| Karin Seick                                                  | 100 m pillangó         | 1:02,21  | 2.       | 7.       | A       | 1:01,36 | 3.      |          |
| Christiane Pielke                                            | 200 m vegyes           | 2:19,17  | 1.       | 4.       | A       | 2:17,82 | 5.      | 5.       |
| Petra Zindler                                                | 200 m vegyes           | 2:20,05  | 3.       | 6.       | A       | 2:19,86 | 7.      | 7.       |
| Petra Zindler                                                | 400 m vegyes           | 4:52,49  | 1.       | 4.       | A       | 4:48,57 | 3.      |          |
| Petra Zindler                                                | 200 m pillangó         | 2:15,20  | 4.       | 14.      | B       | 2:16,50 | 6.      | 14.      |
| Iris Zscherpe Susanne Schuster Christiane Pielke Karin Seick | 4 × 100 m gyorsváltó   | 3:46,49  | 1.       | 2.       | A       | 3:45,56 | 3.      |          |
| Svenja Schlicht Ute Hasse Ina Beyermann Karin Seick          | 4 × 100 m vegyes váltó | 4:13,58  | 2.       | 2.       | A       | 4:11,97 | 2.      |          |

* - egy másik versenyzővel azonos eredményt ért el

## Vitorlázás
Férfi
| Versenyző  | Versenyszám     | Futam | Futam | Futam | Futam  | Futam | Futam | Futam | Pontszám | Helyezés |
| Versenyző  | Versenyszám     | 1     | 2     | 3     | 4      | 5     | 6     | 7     | Pontszám | Helyezés |
| ---------- | --------------- | ----- | ----- | ----- | ------ | ----- | ----- | ----- | -------- | -------- |
| Dirk Meyer | Szörfvitorlázás | 0,0   | 20,0  | 11,2* | (26,0) | 18,0  | 10,0  | 8,0   | 67,2     | 7.       |

Nyílt
| Versenyző                             | Versenyszám     | Futam  | Futam | Futam | Futam | Futam  | Futam | Futam    | Pontszám | Helyezés |
| Versenyző                             | Versenyszám     | 1      | 2     | 3     | 4     | 5      | 6     | 7        | Pontszám | Helyezés |
| ------------------------------------- | --------------- | ------ | ----- | ----- | ----- | ------ | ----- | -------- | -------- | -------- |
| Wolfgang Gerz                         | Finn dingi      | 10,0   | 11,7  | 14,0  | 13,0  | 5,7    | 11,7  | (35,0**) | 66,1     | 5.       |
| Joachim Hunger Wolfgang Hunger        | 470-es osztály  | 0,0    | 19,0  | 5,7   | 11,7  | (35,0) | 5,7   | 8,0      | 50,1     | 4.       |
| Joachim Griese Michael Marcour        | Csillaghajó     | (26,0) | 8,0   | 8,0   | 11,7  | 0,0    | 8,0   | 5,7      | 41,4     |          |
| Eckart Kaphengst Hans-Friedrich Böse  | Tornádó         | 16,0   | 21,0  | 21,0  | 15,0  | (22,0) | 15,0  | 17,0     | 105,0    | 13.      |
| Axel May Eckard Löll Wilhelm Kuhweide | Soling          | 16,0   | 8,0   | 15,0  | 15,0  | (21,0) | 14,0  | 3,0      | 71,0     | 8.       |
| Eckart Diesch Jörg Diesch             | Repülő hollandi | (24,0) | 18,0  | 8,0   | 3,0   | 16,0   | 11,7  | 0,0      | 56,7     | 5.       |

* - bírók által adott pontszám

** - nem ért célba

## Vívás
Férfi
| Versenyző                                                                | Versenyszám       | Selejtező | Selejtező | Selejtező | Selejtező | Selejtező | Selejtező | Főtábla                           | Főtábla                       | Vigaszág                     | Vigaszág                             | Negyeddöntő                   | Elődöntő                         | Döntő                               | Helyezés |
| Versenyző                                                                | Versenyszám       | 1. kör | 1. kör    | 2. kör | 2. kör    | 3. kör | 3. kör    | 1. kör                            | 2. kör                        | 1. kör                       | 2. kör                               | Negyeddöntő                   | Elődöntő                         | Döntő                               | Helyezés |
| Versenyző                                                                | Versenyszám       | Ellenfél Eredmény | Hely.     | Ellenfél Eredmény | Hely.     | Ellenfél Eredmény | Hely.     | Ellenfél Eredmény                 | Ellenfél Eredmény             | Ellenfél Eredmény            | Ellenfél Eredmény                    | Ellenfél Eredmény             | Ellenfél Eredmény                | Ellenfél Eredmény                   | Helyezés |
| ------------------------------------------------------------------------ | ----------------- | --- | --------- | --- | --------- | --- | --------- | --------------------------------- | ----------------------------- | ---------------------------- | ------------------------------------ | ----------------------------- | -------------------------------- | ----------------------------------- | -------- |
| Matthias Behr                                                            | Tőr, egyéni       | 7. csoport · Jeppe Normann (NOR) · 5–4 · Lam Tak Chuen (HKG) · 5–0 · Abdel Monem El-Husseini (EGY) · 5–2 · Jü Ji-feng (Yu Yifeng) (CHN) · 5–4 · Greg Benko (AUS) · 5–4              | 1.        | 5. csoport · Nick Bell (GBR) · 5–2 · Greg Massialas (USA) · 5–3 · Kuki Péter (ROU) · 5–3 · Abdel Monem El-Husseini (EGY) · 5–2                                       | 1.        | 3. csoport · Umezava Kenicsi (JPN) · 4–5 · Stefan Joos (BEL) · 5–1 · Joachim Wendt (AUT) · 5–4 · Abdel Monem El-Husseini (EGY) · 5–1 · Kuki Péter (ROU) · 5–3         | 1.        | Kuki Péter (ROU) · 10–9           | Thierry Soumagne (BEL) · 10–2 |                              |                                      | Thierry Soumagne (BEL) · 10–5 | Frédéric Pietruszka (FRA) · 10–7 | Mauro Numa (ITA) · 11–12            |          |
| Matthias Gey                                                             | Tőr, egyéni       | 5. csoport · James Kreglo (ISV) · 5–2 · Ahmed Al-Ahmed (KUW) · 5–0 · Edgardo Díaz (PUR) · 5–0 · Joachim Wendt (AUT) · 5–0 · José Rafael Magallanes (VEN) · 5–4                      | 1.        | 1. csoport · Frédéric Pietruszka (FRA) · 3–5 · Simokava Tadasi (JPN) · 5–1 · Georg Somloi (AUT) · 5–1 · Thierry Soumagne (BEL) · 5–1                                 | 1.        | 4. csoport · Peter Joos (BEL) · 5–2 · Greg Benko (AUS) · 5–1 · Peter Lewison (USA) · 5–2 · Frédéric Pietruszka (FRA) · 5–2 · Csu Si-seng (Chu Shisheng) (CHN) · 5–1   | 1.        | Peter Lewison (USA) · 10–7        | Mauro Numa (ITA) · 6–10       |                              | Abdel Monem El-Husseini (EGY) · 10–3 | Stefano Cerioni (ITA) · 9–11  | kiesett                          | kiesett                             | 6.       |
| Harald Hein                                                              | Tőr, egyéni       | 6. csoport · Nick Bell (GBR) · 4–5 · Abdullah Al-Zawayed (KSA) · 5–3 · Li Taj-csung (Lee Tai-Chung) (TPE) · 5–1 · Georg Somloi (AUT) · 5–4 · Liu Jün-hung (Liu Yunhong) (CHN) · 5–2 | 2.        | 2. csoport · Henri Darricau (LIB) · 5–1 · José Rafael Magallanes (VEN) · 5–4 · Stefan Joos (BEL) · 1–5 · Mauro Numa (ITA) · 4–5                                      | 4.        | kiesett | kiesett   | kiesett                           | kiesett                       | kiesett                      | kiesett                              | kiesett                       | kiesett                          | kiesett                             | 25.      |
| Elmar Borrmann                                                           | Párbajtőr, egyéni | 3. csoport · John Llewellyn (GBR) · 4–5 · Csaba Gaspar (ARG) · 5–3 · Lee Shelley (USA) · 5–3 · Khaled Soliman (EGY) · 5–2                                                           | 1.        | 2. csoport · Mohamed Al-Thuwani (KUW) · 5–2 · Gabriel Nigon (SUI) · 5–3 · Lee Shelley (USA) · 5–4 · John Llewellyn (GBR) · 5–0 · Michel Dessureault (CAN) · 2–5      | 2.        | 1. csoport · Stephen Trevor (USA) · 3–5 · Daniel Perreault (CAN) · 5–3 · Bård Vonen (NOR) · 5–1 · Philippe Riboud (FRA) · 5–3 · Sandro Cuomo (ITA) · 4–5              | 3.        | Nils Koppang (NOR) · 8–10         |                               | Bård Vonen (NOR) · 10–6      | Angelo Mazzoni (ITA) · 10–7          | Björne Väggö (SWE) · 6–10     | kiesett                          | kiesett                             | 6.       |
| Alexander Pusch                                                          | Párbajtőr, egyéni | 4. csoport · Michel Dessureault (CAN) · 3–5 · Marcelo Magnasco (ARG) · 5–1 · Mohamed Al-Thuwani (KUW) · 5–3 · Björne Väggö (SWE) · 5–2                                              | 1.        | 6. csoport · Arno Strohmeyer (AUT) · 2–5 · Sergio Luchetti (ARG) · 5–0 · Jun Namdzsin (Yun Nam-Jin) (KOR) · 5–4 · Olivier Lenglet (FRA) · 5–4 · Ihab Aly (EGY) · 1–5 | 3.        | 3. csoport · Olivier Lenglet (FRA) · 3–5 · Ihab Aly (EGY) · 5–0 · Jerri Bergström (SWE) · 5–1 · Michel Poffet (SUI) · 5–3 · Michel Dessureault (CAN) · 4–5            | 3.        | Sandro Cuomo (ITA) · 10–7         | Daniel Giger (SUI) · 10–5     |                              |                                      | Philippe Riboud (FRA) · 11–12 | kiesett                          | kiesett                             | 7.       |
| Volker Fischer                                                           | Párbajtőr, egyéni | 10. csoport · I Ilhi (Lee Il-Hui) (KOR) · 5–1 · Mohamed Ahmed Abu Ali (KSA) · 5–1 · Thierry Soumagne (BEL) · 5–2 · Sergio Luchetti (ARG) · 5–1 · Robert Marx (USA) · 5–4            | 1.        | 1. csoport · Stephen Trevor (USA) · 3–5 · Gilberto Peña (PUR) · 5–1 · Ali Murat Dizioğlu (TUR) · 5–1 · Jean-Marc Chouinard (CAN) · 5–4 · Angelo Mazzoni (ITA) · 5–3  | 1.        | 4. csoport · Robert Marx (USA) · 4–5 · Cuj Ji-ning (Cui Yining) (CHN) · 5–5 · Martin Brill (NZL) · 5–3 · Stefano Bellone (ITA) · 4–5 · Philippe Boisse (FRA) · 2–5    | 4.        | Angelo Mazzoni (ITA) · 8–10       |                               | Olivier Lenglet (FRA) · 10–9 | Michel Dessureault (CAN) · 10–9      | Philippe Boisse (FRA) · 6–10  | kiesett                          | kiesett                             | 8.       |
| Freddy Scholz                                                            | Kard, egyéni      | 1. csoport · Claude Marcil (CAN) · 3–5 · Hans Brandstätter (AUT) · 5–2 · Cornel Marin (ROU) · 3–5 · Gianfranco Dalla Barba (ITA) · 3–5                                              | 4.        | 1. csoport · Liu Kuo-csen (Liu Guozhen) (CHN) · 5–4 · Ildemaro Sánchez (VEN) · 5–3 · Peter Westbrook (USA) · 5–3 · Giovanni Scalzo (ITA) · 5–3                       | 1.        | 4. csoport · Marin Mustaţă (ROU) · 2–5 · Hans Brandstätter (AUT) · 5–1 · Mark Slade (GBR) · 5–0 · Vang Zsuj-csi (Wang Ruiji) (CHN) · 5–3 · Steve Mormando (USA) · 5–2 | 1.        | Steve Mormando (USA) · 4–10       |                               | Cornel Marin (ROU) · 10–9    | Ioan Pop (ROU) · 4–10                | kiesett                       | kiesett                          | kiesett                             | 10.      |
| Jürgen Nolte                                                             | Kard, egyéni      | 6. csoport · Mark Slade (GBR) · 3–5 · Steve Mormando (USA) · 5–4 · Ildemaro Sánchez (VEN) · 5–4 · Pierre Guichot (FRA) · 5–4                                                        | 2.        | 2. csoport · Steve Mormando (USA) · 4–5 · Jean-Marie Banos (CAN) · 5–4 · Richard Cohen (GBR) · 5–2 · Jean-François Lamour (FRA) · 3–5                                | 2.        | 3. csoport · Mike Lofton (USA) · 1–5 · Ildemaro Sánchez (VEN) · 5–3 · Csen Csin-csu (Chen Jinchu) (CHN) · 5–3 · Pierre Guichot (FRA) · 5–4 · Marco Marin (ITA) · 2–5  | 4.        | Jean-François Lamour (FRA) · 2–10 |                               | Marin Mustaţă (ROU) · 6–10   | kiesett                              | kiesett                       | kiesett                          | kiesett                             | 15.      |
| Jörg Stratmann                                                           | Kard, egyéni      | 2. csoport · João Marquilhas (POR) · 5–4 · John Zarno (GBR) · 5–3 · Vang Zsuj-csi (Wang Ruiji) (CHN) · 5–4 · Mike Lofton (USA) · 3–5 · Jean-François Lamour (FRA) · 2–5             | 3.        | 4. csoport · Antonio García (ESP) · 5–3 · John Zarno (GBR) · 5–1 · Zisis Babanasis (GRE) · 2–5 · Gianfranco Dalla Barba (ITA) · 1–5                                  | 3.        | 2. csoport · Jean-Paul Banos (CAN) · 5–4 · Giovanni Scalzo (ITA) · 0–5 · Zisis Babanasis (GRE) · 1–5 · Cornel Marin (ROU) · 1–5 · Jean-François Lamour (FRA) · 0–5    | 6.        | kiesett                           | kiesett                       | kiesett                      | kiesett                              | kiesett                       | kiesett                          | kiesett                             | 22.      |
| Harald Hein Matthias Behr Matthias Gey Klaus Reichert Frank Beck         | Tőr, csapat       | 2. csoport · Japán (JPN) · 9–4 · Nagy-Britannia (GBR) · 9–2 · Hongkong (HKG) · 9–0                                                                                                  | 1.        | |           | |           |                                   |                               |                              |                                      | Egyesült Államok (USA) · 9–2  | Ausztria (AUT) · 9–3             | Olaszország (ITA) · 7–8             |          |
| Elmar Borrmann Volker Fischer Gerhard Heer Rafael Nickel Alexander Pusch | Párbajtőr, csapat | 2. csoport · Nagy-Britannia (GBR) · 9–3 · Norvégia (NOR) · 9–2 · Hongkong (HKG) · 9–1                                                                                               | 1.        | |           | |           |                                   |                               |                              |                                      | Kína (CHN) · 9–2              | Kanada (CAN) · 9–1               | Franciaország (FRA) · 8–5           |          |
| Dieter Schneider Jürgen Nolte Freddy Scholz Jörg Stratmann Jörg Volkmann | Kard, csapat      | 1. csoport · Franciaország (FRA) · 2–9 · Egyesült Államok (USA) · 9–4 · Kanada (CAN) · 9–6                                                                                          | 2.        | |           | |           |                                   |                               |                              |                                      | Kína (CHN) · 9–3              | Olaszország (ITA) · 3–9          | Bronzmérkőzés · Románia (ROU) · 7–8 | 4.       |

Női
| Versenyző                                                                                   | Versenyszám | Selejtező | Selejtező | Selejtező | Selejtező | Selejtező | Selejtező | Főtábla                                   | Főtábla                         | Vigaszág          | Vigaszág          | Negyeddöntő                            | Elődöntő                          | Döntő                                  | Helyezés |
| Versenyző                                                                                   | Versenyszám | 1. kör | 1. kör    | 2. kör | 2. kör    | 3. kör | 3. kör    | 1. kör                                    | 2. kör                          | 1. kör            | 2. kör            | Negyeddöntő                            | Elődöntő                          | Döntő                                  | Helyezés |
| Versenyző                                                                                   | Versenyszám | Ellenfél Eredmény | Hely.     | Ellenfél Eredmény | Hely.     | Ellenfél Eredmény | Hely.     | Ellenfél Eredmény                         | Ellenfél Eredmény               | Ellenfél Eredmény | Ellenfél Eredmény | Ellenfél Eredmény                      | Ellenfél Eredmény                 | Ellenfél Eredmény                      | Helyezés |
| ------------------------------------------------------------------------------------------- | ----------- | --- | --------- | --- | --------- | --- | --------- | ----------------------------------------- | ------------------------------- | ----------------- | ----------------- | -------------------------------------- | --------------------------------- | -------------------------------------- | -------- |
| Cornelia Hanisch                                                                            | Tőr, egyéni | 4. csoport · Cshö Bongnan (Choi Bok-Ran) (KOR) · 5–4 · Gina Faustin (HAI) · 5–2 · Helen Smith (AUS) · 5–4 · Csu Csing-jüan (Zhu Qingyuan) (CHN) · 5–1 · Jacynthe Poirier (CAN) · 5–3 · Marcela Moldovan-Zsak (ROU) · 5–4 | 1.        | 5. csoport · Mijahara Mieko (JPN) · 5–1 · Madeleine Philion (CAN) · 5–1 · Liz Thurley (GBR) · 5–3 · Li Hua-hua (Li Huahua) (CHN) · 5–4         | 1.        | 4. csoport · Véronique Brouquier (FRA) · 4–5 · Vincent Bradford (USA) · 5–1 · Marcela Moldovan-Zsak (ROU) · 5–3 · Kerstin Palm (SWE) · 5–4 · Liz Thurley (GBR) · 5–2                               | 1.        | Csu Csing-jüan (Zhu Qingyuan) (CHN) · 8–4 | Véronique Brouquier (FRA) · 8–6 |                   |                   | Laurence Modaine-Cessac (FRA) · 9–7    | Dorina Vaccaroni (ITA) · 8–6      | Luan Csü-csie (Luan Jujie) (CHN) · 3–8 |          |
| Sabine Bischoff                                                                             | Tőr, egyéni | 1. csoport · Alayna Snell (ISV) · 5–1 · Lourdes Lozano (MEX) · 5–1 · Kerstin Palm (SWE) · 5–4 · Debra Waples (USA) · 5–2 · Madeleine Philion (CAN) · 5–0 · Dorina Vaccaroni (ITA) · 5–2                                  | 1.        | 1. csoport · Nili Drori (ISR) · 3–5 · Jana Angelakis (USA) · 5–3 · Carola Cicconetti (ITA) · 5–0 · Marcela Moldovan-Zsak (ROU) · 5–4           | 1.        | 1. csoport · Madeleine Philion (CAN) · 5–1 · O Szungszun (O Seung-Sun) (KOR) · 5–1 · Brigitte Latrille-Gaudin (FRA) · 5–0 · Luan Csü-csie (Luan Jujie) (CHN) · 1–5 · Carola Cicconetti (ITA) · 1–5 | 3.        | Carola Cicconetti (ITA) · 8–7             | Kerstin Palm (SWE) · 8–5        |                   |                   | Luan Csü-csie (Luan Jujie) (CHN) · 5–8 | kiesett                           | kiesett                                | 7.       |
| Christiane Weber                                                                            | Tőr, egyéni | 3. csoport · Maekava Mijuki (JPN) · 5–1 · Vincent Bradford (USA) · 5–0 · María Alicia Sinigaglia (ARG) · 5–4 · Nili Drori (ISR) · 5–3 · Elisabeta Guzganu-Tufan (ROU) · 5–3 · Brigitte Latrille-Gaudin (FRA) · 3–5       | 2.        | 6. csoport · Jacynthe Poirier (CAN) · 4–5 · Vincent Bradford (USA) · 5–2 · Linda Ann Martin (GBR) · 5–2 · Brigitte Latrille-Gaudin (FRA) · 5–3 | 1.        | 2. csoport · Fiona McIntosh (GBR) · 5–3 · Csu Csing-jüan (Zhu Qingyuan) (CHN) · 0–5 · Laurence Modaine-Cessac (FRA) · 3–5 · Margherita Zalaffi (ITA) · 3–5 · Elisabeta Guzganu-Tufan (ROU) · 2–5   | 5.        | kiesett                                   | kiesett                         | kiesett           | kiesett           | kiesett                                | kiesett                           | kiesett                                | 19.      |
| Christiane Weber Cornelia Hanisch Sabine Bischoff Ute Kircheis-Wessel Zita-Eva Funkenhauser | Tőr, csapat | 3. csoport · Olaszország (ITA) · 9–4 Japán (JPN) · 9–4 · Argentína (ARG) · 9–1 · | 1.        | |           | |           |                                           |                                 |                   |                   | erőnyerő                               | Olaszország (ITA) · 8 (63)–8 (62) | Románia (ROU) · 9–5                    |          |

## Vízilabda
| Nyugatnémet férfi vízilabdacsapat-játékoskeret                                              | Nyugatnémet férfi vízilabdacsapat-játékoskeret                                                            |
| ------------------------------------------------------------------------------------------- | --- |
| - Peter Röhle - Thomas Loebb - Frank Otto - Rainer Hoppe - Armando Fernández - Thomas Huber | - Jürgen Schröder - Rainer Osselmann - Hagen Stamm - Roland Freund - Dirk Theismann - Werner Obschernikat |

### Eredmények
Csoportkör
C csoport
| Csapat            | M | Gy | D | V | G+ | G– | Gk  | P |
| ----------------- | - | -- | - | - | -- | -- | --- | - |
| NSZK (FRG)        | 3 | 3  | 0 | 0 | 35 | 18 | +17 | 6 |
| Ausztrália (AUS)  | 3 | 1  | 1 | 1 | 27 | 20 | +7  | 3 |
| Olaszország (ITA) | 3 | 1  | 1 | 1 | 27 | 23 | +4  | 3 |
| Japán (JPN)       | 3 | 0  | 0 | 3 | 15 | 43 | –28 | 0 |

| 1984. augusztus 1. 19:30 | Ausztrália (AUS)     | 6–10 | NSZK (FRG) |  |
| 1984. augusztus 1. 19:30 | (0–3, 1–2, 3–2, 2–3) |      |            |  |
| 1984. augusztus 1. 19:30 |                      |      |            |  |

| 1984. augusztus 2. 13:30 | Japán (JPN)          | 8–15 | NSZK (FRG) |  |
| 1984. augusztus 2. 13:30 | (2–7, 2–4, 2–1, 2–3) |      |            |  |
| 1984. augusztus 2. 13:30 |                      |      |            |  |

| 1984. augusztus 3. 08:30 | Olaszország (ITA)    | 4–10 | NSZK (FRG) |  |
| 1984. augusztus 3. 08:30 | (0–3, 2–2, 1–2, 1–3) |      |            |  |
| 1984. augusztus 3. 08:30 |                      |      |            |  |

Döntő csoportkör
| Csapat                 | M | Gy | D | V | G+ | G– | Gk  | P |
| ---------------------- | - | -- | - | - | -- | -- | --- | - |
| Jugoszlávia (YUG)      | 5 | 4  | 1 | 0 | 47 | 33 | +14 | 9 |
| Egyesült Államok (USA) | 5 | 4  | 1 | 0 | 43 | 34 | +9  | 9 |
| NSZK (FRG)             | 5 | 2  | 1 | 2 | 49 | 34 | +15 | 5 |
| Spanyolország (ESP)    | 5 | 2  | 0 | 3 | 42 | 46 | –4  | 4 |
| Ausztrália (AUS)       | 5 | 1  | 1 | 3 | 37 | 48 | –11 | 3 |
| Hollandia (NED)        | 5 | 0  | 0 | 5 | 25 | 48 | –23 | 0 |

| 1984. augusztus 6. 19:30 | Spanyolország (ESP)  | 8–8 | NSZK (FRG) |  |
| 1984. augusztus 6. 19:30 | (2–1, 2–2, 1–4, 3–1) |     |            |  |
| 1984. augusztus 6. 19:30 |                      |     |            |  |

| 1984. augusztus 7. 13:30 | Jugoszlávia (YUG)    | 10–9 | NSZK (FRG) |  |
| 1984. augusztus 7. 13:30 | (3–4, 3–1, 3–1, 1–3) |      |            |  |
| 1984. augusztus 7. 13:30 |                      |      |            |  |

| 1984. augusztus 9. 08:30 | Egyesült Államok (USA) | 8–7 | NSZK (FRG) |  |
| 1984. augusztus 9. 08:30 | (1–1, 1–2, 4–2, 2–2)   |     |            |  |
| 1984. augusztus 9. 08:30 |                        |     |            |  |

| 1984. augusztus 10. 8:30 | NSZK (FRG)           | 15–2 | Hollandia (NED) |  |
| 1984. augusztus 10. 8:30 | (5–1, 4–0, 2–1, 4–0) |      |                 |  |
| 1984. augusztus 10. 8:30 |                      |      |                 |  |

| Csapat     | Helyezés |
| ---------- | -------- |
| NSZK (FRG) |          |